# Múa lân - sư - rồng

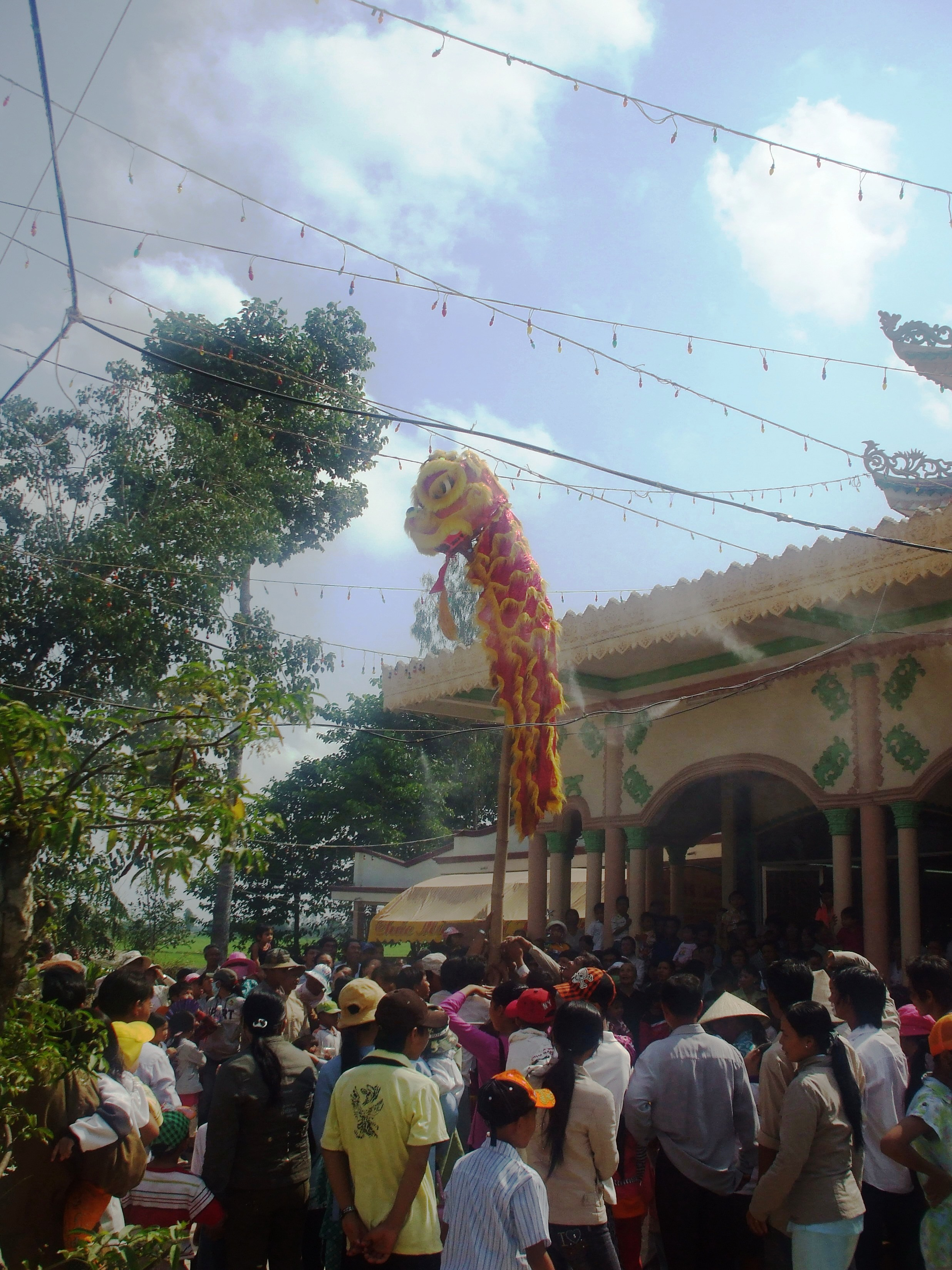
Múa lân nhân ngày kỷ niệm danh nhân Trần Văn Thành tại dinh Sơn Trung (An Giang, Việt Nam)

Múa lân - sư - rồng (giản thể: 舞狮; phồn thể: 舞獅; bính âm: wǔshī; Hán Việt: vũ sư) là một môn nghệ thuật múa dân gian đường phố có nguồn gốc từ Trung Quốc, thường được biểu diễn trong các dịp lễ hội, đặc biệt là Tết Nguyên Đán và Tết Trung Thu, vì ba con thú này tượng trưng cho thịnh vượng, phát đạt, hạnh phúc, hanh thông,... Múa lân thường được biểu diễn trong dịp tết và các lễ hội truyền thống, văn hóa và tôn giáo khác của Trung Quốc. Nó cũng có thể được thực hiện tại các dịp quan trọng như sự kiện khai trương kinh doanh, lễ kỷ niệm đặc biệt hoặc lễ cưới hoặc có thể được sử dụng để tôn vinh những vị khách đặc biệt của cộng đồng Trung Quốc.
Múa Lân - Sư - Rồng không những là nghệ thuật trong dân gian mà còn là sự tranh tài với nhau giữa các đội múa. Tùy theo không gian rộng hay hẹp, tùy theo ý nghĩa của dịp lễ hội, đội Lân-Sư-Rồng biểu diễn từng bài, từng cách múa cho phù hợp. Có thể phối hợp múa lân với sư, múa lân với rồng hoặc phối hợp cả ba thể loại với nhau.
Trong màn trình diễn múa lân, sư, rồng, không thể thiếu Ông Địa, một người bụng phệ (do độn vải, nếu không độn thì cần một người béo đóng giả) mặc áo dài, tay cầm quạt giấy to phe phẩy, mang mặt nạ ông địa đầu hói tròn cười toe toét đi theo giỡn lân, giỡn khách xem múa hoặc mua vui cho gia chủ. Ông Địa được cho là hiện thân của Đức Di Lặc, một vị Phật lúc nào cũng tươi vui hiền lành. Truyền thuyết kể rằng Đức Di Lặc đã hóa thân thành người và chế ngự được một quái vật (con lân) từ dưới biển lên bờ phá hoại. Đức Di Lặc hóa thân thành người, gọi là ông Địa, lấy cỏ linh chi trên núi cho quái vật ăn và hàng phục được nó, biến nó thành con thú ăn thực vật.
Từ đó, mỗi năm ông Địa lại dẫn nó xuống núi chúc Tết mọi người, chứng tỏ quái thú đã thành thú lành, cái ác trở thành cái thiện. Ông Địa và con lân đi đến đâu là giáng phúc tới đó nên nhà nào cũng hoan hỉ treo rau xanh và giấy đỏ đón chào. Sau này, người có tiền thường treo giải bằng tiền buộc trong một miếng vải đỏ, treo cùng bắp cải hoặc rau xanh. Lân phải trèo lên cao lấy bằng được "thức ăn" này. Tất nhiên, ông Địa không cùng trèo với Lân mà chỉ cùng lân múa, phe phẩy chiếc quạt to, ru lân ngủ hoặc đánh thức lân dậy. Cảnh ông Địa vuốt ve lân và lân mơn trớn ông Địa, thể hiện được tình cảm và sự hòa hợp sâu sắc giữa loài vật và loài người trong một bầu không khí thanh bình, hoan lạc.

## Lịch sử

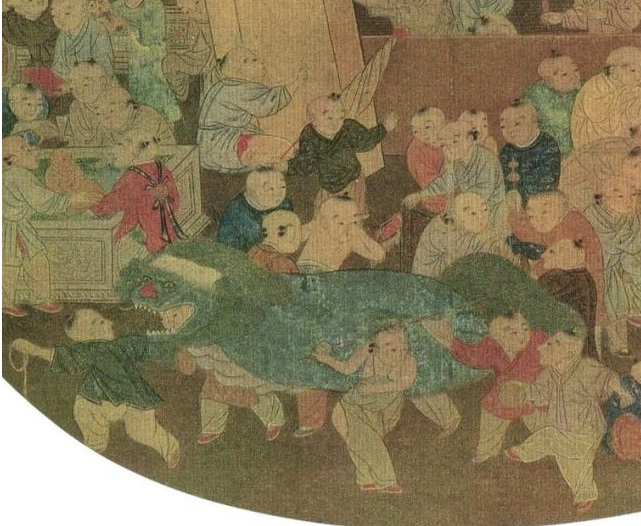
Chi tiết bức tranh thời nhà Tống "Một trăm trẻ em chơi trong mùa xuân" (百子嬉春图页) của Tô Hán Thần (苏汉臣) cho thấy trẻ em biểu diễn múa lân

Đã có một truyền thống lâu đời ở Trung Quốc về các vũ công đeo mặt nạ để giống với động vật hoặc quái vật thần thoại từ thời cổ đại, và các màn trình diễn được mô tả trong các văn bản cổ như Kinh Thư, nơi những con thú hoang và phượng hoàng nhảy múa có thể bị che giấu. Trong các nguồn của nhà Tần, các vũ công thực hiện các nghi thức trừ tà được mô tả là đeo mặt nạ da gấu, và nó cũng được đề cập trong các văn bản của nhà Hán rằng "tượng nhân" (象人) thực hiện như cá, rồng và phượng hoàng. Tuy nhiên, sư tử không có nguồn gốc từ Trung Quốc (một loài được tìm thấy ở Đông Bắc Trung Quốc Panthera youngi đã bị tuyệt chủng từ rất lâu), và múa lân do đó được cho là có nguồn gốc bên ngoài Trung Quốc từ các quốc gia như Ấn Độ hoặc Ba Tư, và được giới thiệu qua Trung Á.
Theo nhà nghiên cứu dân tộc học Laurence Picken, từ tiếng Trung của sư tử, shi (獅, được viết là 師 trong thời kỳ đầu), có thể đã được bắt nguồn từ từ šer trong tiếng Ba Tư. Việc sử dụng sớm nhất từ Shizi có nghĩa là sư tử xuất hiện lần đầu tiên trong các văn bản của nhà Hán và có mối liên hệ chặt chẽ với Trung Á (một thuật ngữ thậm chí sớm hơn nhưng lỗi thời đối với sư tử là suanni (麑 hoặc 狻猊), và sư tử đã được trình bày trước triều đình Han bởi các sứ giả từ Trung Á và Đế chế Parthia. Những mô tả chi tiết về múa lân xuất hiện từ thời nhà Đường và nó đã được các nhà văn và nhà thơ công nhận sau đó là một điệu nhảy nước ngoài, tuy nhiên, múa lân có thể được ghi nhận ở Trung Quốc ngay từ thế kỷ thứ ba sau Công nguyên, trong đó "hành vi sư tử" được nhắc đến bởi một học giả Tam Quốc, Mạnh Khang (孟康) trong một bài bình luận về Hán thư.
Trong thời kỳ đầu, nó có liên quan đến Phật giáo: nó đã được ghi lại trong một văn bản Bắc Ngụy, Mô tả về các ngôi chùa Phật giáo ở Lạc Dương (伽藍 記), rằng một cuộc diễu hành cho một bức tượng Phật của một ngôi chùa đã được một con sư tử dẫn đi linh hồn ma quỷ. Do đó, một gợi ý khác là điệu nhảy có thể được phát triển từ một truyền thống địa phương chiếm đoạt biểu tượng đạo Phật của sư tử. Có những phiên bản khác nhau của điệu nhảy trong nhà Đường. Trong triều đình nhà Đường, điệu múa sư tử được gọi là Đại nhạc hòa bình (太平樂, Taiping yue) hoặc Vũ điệu sư tử của năm hướng (五方師子舞) trong đó năm con sư tử lớn có màu sắc khác nhau và thể hiện tâm trạng khác nhau và thao túng trên dây bởi hai người, và kèm theo 140 ca sĩ.

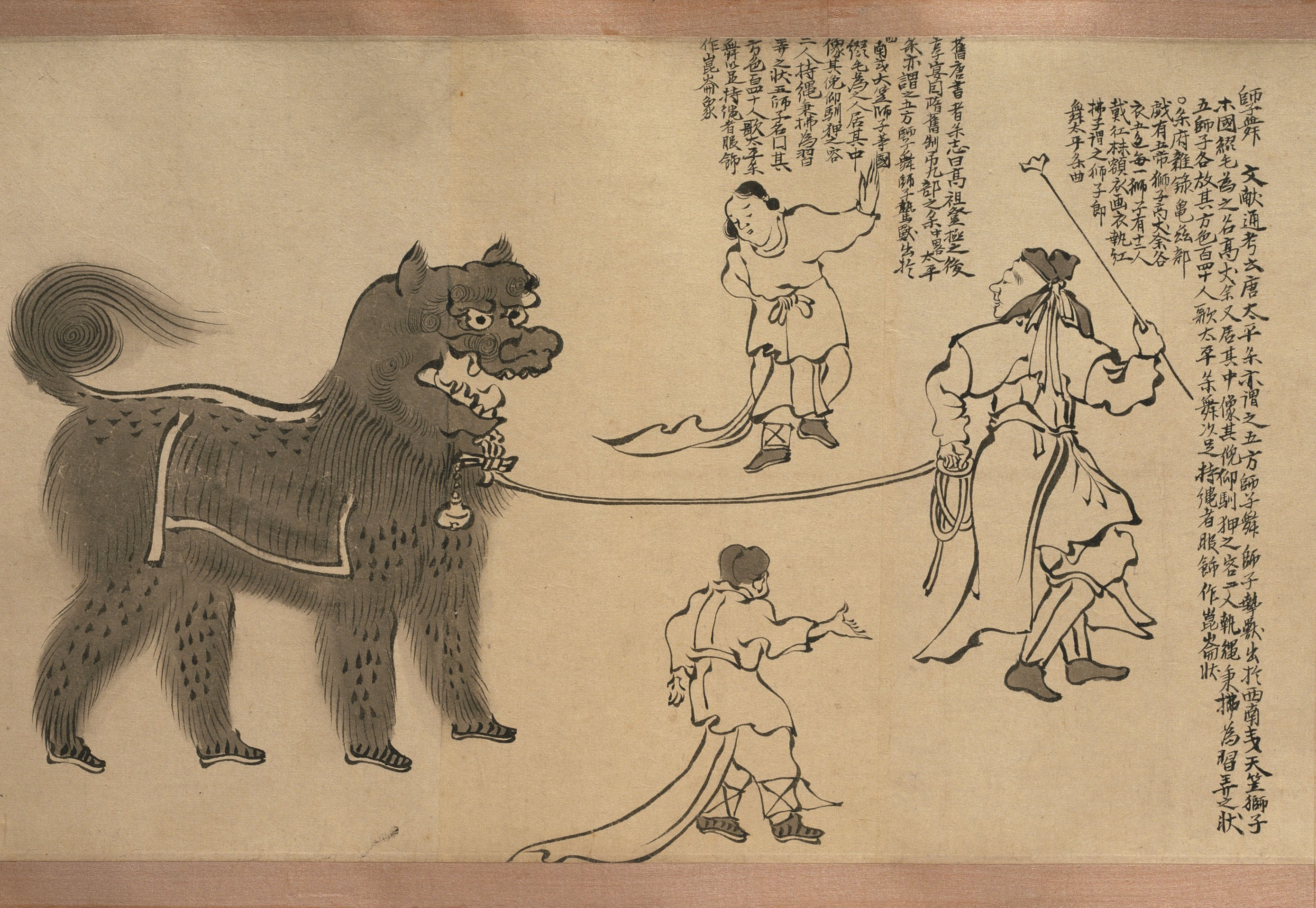
Minh họa của Nhật Bản về một điệu nhảy sư tử mà một số người tranh luận đại diện cho điệu múa sư tử thời nhà Đường được mô tả bởi Bạch Cư Dị. Bức tranh gốc có niên đại từ thời Heian

Trong một mô tả khác, năm con sư tử được mô tả là mỗi con cao hơn 3 mét và mỗi con có 12 "sư tử", chúng có thể trêu chọc những con sư tử bằng tiếng thì thầm đỏ. Một phiên bản khác của múa lân được nhà thơ Tang Juyi mô tả trong bài thơ "Nghệ thuật Tây Lương" (西凉伎), trong đó điệu nhảy được biểu diễn bởi hai vũ công hu (胡, nghĩa là người không phải người Hán đến từ Trung Á) người mặc trang phục sư tử làm từ đầu gỗ, đuôi lụa và thân hình lông xù, với đôi mắt mạ vàng và răng mạ bạc cũng như đôi tai di chuyển, một hình dạng giống với múa lân ngày nay. Đến thế kỷ thứ tám, điệu nhảy sư tử này đã đến Nhật Bản. Vào thời nhà Tống, múa lân thường được biểu diễn trong các lễ hội và nó được gọi là Sư tử phương Bắc trong thời Nam Tống.
Sư tử phương Nam là một sự phát triển sau đó ở phía nam Trung Quốc bắt nguồn từ tỉnh Quảng Đông. Có một số truyền thuyết liên quan đến nguồn gốc của Sư tử phương Nam: một câu chuyện liên quan đến việc điệu nhảy bắt nguồn từ một lễ kỷ niệm tại một ngôi làng nơi một con quái vật thần thoại tên là Nian đã bị đuổi đi thành công; Hoàng đế Càn Long đã mơ thấy một con vật tốt lành khi đi du ngoạn miền Nam Trung Quốc, và ra lệnh rằng hình ảnh của con vật được tái tạo và sử dụng trong các lễ hội. Tuy nhiên, có khả năng sư tử phương Nam Quảng Châu là một sự thích nghi của sư tử phương Bắc với những huyền thoại và đặc điểm địa phương, có lẽ trong thời nhà Minh.

## Múa lân và sư tử
Hai loại múa lân chính ở Trung Quốc là sư tử phương Bắc và Nam. Tuy nhiên, cũng có một số hình thức múa lân địa phương ở các khu vực khác nhau của Trung Quốc, và một số trong những con sư tử này có thể có sự khác biệt đáng kể về ngoại hình, ví dụ Sư tử xanh (青獅, Thanh sư) và sư tử Đài Loan (明狮, Minh sư) phổ biến với người Phúc Kiến và Đài Loan. Các nhóm dân tộc thiểu số khác ở Trung Quốc cũng có thể có điệu nhảy sư tử của riêng họ, ví dụ như điệu múa sư tử của người thiểu số Hồi giáo ở huyện Trầm Khâu ở Hà Nam được gọi là sư tử Ôn, cũng như huyện Vĩnh Đức, Lan Châu, Cam Túc, và Vĩnh Ninh và nước Vũ Trung, Ninh Hạ, múa sư tử của Điền Dương, Bách Sắc, Quảng Tây, múa sư tử của Quý Châu, múa sư tử của Vân Nam, múa sư tử của Tương Tây, Hồ Nam, múa lân của Hoàng Bi, Vũ Hán, Hồ Bắc, múa lân của Phì Tây, Hợp Phì, An Huy, và sư tử Khách Gia — phổ biến trong người Khách Gia — rất giống với cả sư tử Phúc Kiến và sư tử Đài Loan — và thậm chí cả sư tử Ôn — nhưng sư tử Khách Gia có thể có hoặc không có sừng trên đầu — tương tự như sư tử phương bắc và phương nam — cũng được liên kết với vũ trường, một loại sinh vật thần thoại và là vật cưỡi cho bồ tát, Địa Tạng, hoặc đèn lồng, một loại khác loại sinh vật thần thoại và là vật cưỡi cho bồ tát, Quán Thế Âm.
Múa lân Trung Quốc thường có sự tham gia của hai vũ công nhưng cũng có thể được thực hiện bởi một người. Những con sư tử lớn hơn do hai người thao túng có thể được gọi là những con sư tử lớn (太獅, Hán Việt:đại sư) và những con sư tử bị một con sư tử nhỏ (少獅,Hán Việt:tiểu sư) thao túng. Các buổi biểu diễn cũng có thể được chia thành các phong cách dân sự (獅) và võ thuật (武獅). Phong cách dân sự nhấn mạnh tính cách và bắt chước và hành vi của sư tử, trong khi phong cách võ thuật tập trung vào các màn nhào lộn và các động tác mạnh mẽ. Có các hình thức khiêu vũ liên quan với các hình mặt nạ đại diện cho các sinh vật thần thoại như long mã, kỳ lân, Đoạn đường, giải trãi, và tỳ hưu. Điệu nhảy kỳ lân và điệu nhảy tỳ hưu thường được thực hiện bởi những người Khách Gia có nguồn gốc từ miền bắc Trung Nam Trung Quốc, nhưng phần lớn đã định cư ở phía nam Trung Quốc và Đông Nam Á trong thời hiện đại. Các hình thức múa lân khác nhau cũng được tìm thấy rộng rãi ở các nước Đông Á như Nhật Bản, Hàn Quốc, Việt Nam, cũng như trong các cộng đồng ở khu vực Hy Mã Lạp Sơn.

### Sư tử Bắc Trung Quốc

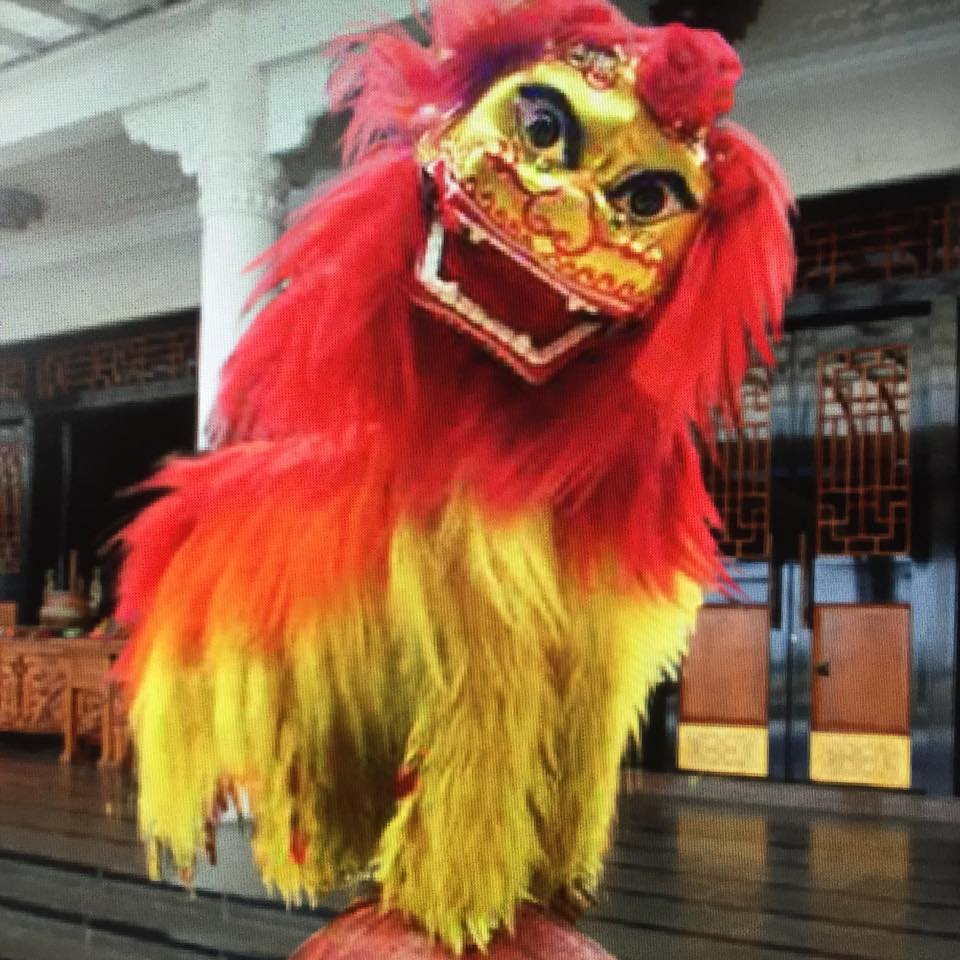
Sư tử phương Bắc

Sư tử phương Bắc Trung Quốc (giản thể: 北狮; phồn thể: 北獅; bính âm: Běi shī; Hán Việt: Bắc sư) thường được biểu diễn như một cặp sư tử đực và cái ở phía bắc Trung Quốc. Sư tử phương Bắc có thể có một cái đầu gỗ sơn vàng, và mái tóc đỏ và vàng xù xì với chiếc nơ đỏ trên đầu để biểu thị một con sư tử đực, hoặc một chiếc nơ màu xanh lá cây (đôi khi là màu xanh lá cây) để đại diện cho con cái. Tuy nhiên, có những biến thể khu vực của sư tử.
Sư tử phương Bắc giống với chó Bắc Kinh hoặc sư tử đá và các chuyển động của nó giống như thật trong khi biểu diễn. Nhào lộn rất phổ biến, với các pha nguy hiểm như giữ thăng bằng trên mai hoa thung hoặc trên một quả bóng khổng lồ. Sư tử phương Bắc đôi khi xuất hiện như một gia đình, với hai con sư tử lớn "trưởng thành" và một cặp "sư tử nhỏ" nhỏ. Thường có hai người biểu diễn trong một con sư tử trưởng thành và một con sư tử non. Cũng có thể có một nhân vật "chiến binh" nắm giữ một vật thể hình cầu và dẫn dắt những con sư tử.
Điệu nhảy của Sư tử phương Bắc nói chung vui tươi hơn Sư tử phương Nam. Các khu vực có các đoàn múa lân nổi tiếng bao gồm Ninh Hải ở Ninh Ba, Từ Thủy ở tỉnh Hà Bắc, Đại Liên ở tỉnh Liêu Ninh, và Bắc Kinh. Có một số biến thể của màn trình diễn múa lân, ví dụ như múa lân trên tháp Thiên đàng (giản thể: 天塔狮舞; phồn thể: 天塔獅舞; bính âm: Tiān tǎ shī wǔ) từ huyện Xiangfen ở Sơn Tây là một hiệu suất theo đó một số con sư tử trèo lên một cấu trúc tháp cao được xây dựng từ những chiếc ghế gỗ, và cũng có những hành động dây cao liên quan đến sư tử.

### Sư tử Nam Trung Quốc

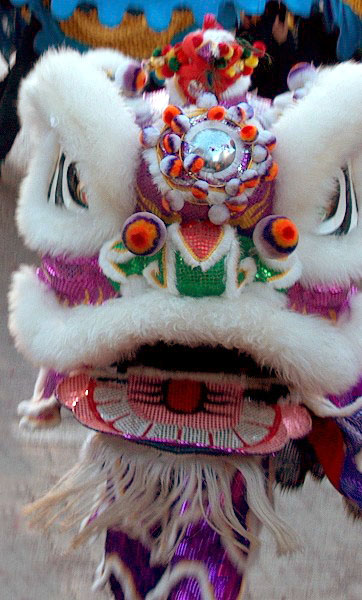
Sư tử phương Nam

Sư tử phương Nam Trung Quốc (giản thể: 南狮; phồn thể: 南獅; bính âm: Nán shī; Hán Việt: Nam sư) hoặc múa lân Quảng Đông có nguồn gốc từ Quảng Đông. Sư tử phương Nam có một chiếc sừng duy nhất, và được liên kết với truyền thuyết về một con quái vật thần thoại tên là Nian. Con sư tử bao gồm một cái đầu được xây dựng theo truyền thống sử dụng papier-mâché trên khung tre được phủ bằng gạc, sau đó được sơn và trang trí bằng lông thú, và một cơ thể làm bằng vải xếp lớp bền được tỉa bằng lông nhiều hơn. Tuy nhiên, những con sư tử mới hơn có thể được chế tạo bằng vật liệu hiện đại như nhôm thay vì tre và nhẹ hơn. Các phiên bản mới hơn cũng có thể áp dụng vật liệu hiện đại sáng bóng hơn so với sơn mài truyền thống như nhãn dán sequin hoặc laser nhưng chúng không tồn tại lâu như những loại có sơn mài nửa mờ. Tùy thuộc vào loại sư tử (Truyền thống hoặc hiện đại), các loại lông khác nhau có thể được sử dụng.
Có hai phong cách chính của Sư tử Quảng Đông hoặc Quảng Đông: Fut San hoặc Phật Sơn (bính âm: Fúshān; nghĩa đen: 'Núi Phật'), và Hok San hoặc Hạc Sơn (giản thể: 鹤山; phồn thể: 鶴山; bính âm: hèshān; nghĩa đen: 'Núi cẩu'), cả hai đều được đặt tên theo nơi xuất xứ của chúng. Các phong cách nhỏ khác bao gồm Phật-Hạc (lai giữa Phật Sơn và Hạc Sơn được tạo ra ở Singapore bởi Kong Chow Wui Koon vào những năm 1960) và Trung Ngoại Chu Gia (được thực hiện bởi các học viên của kungfu theo phong cách gia đình Jow). Các loại sư tử khác nhau có thể được xác định từ thiết kế của đầu sư tử.
Phật Sơn là phong cách được nhiều trường phái kung fu áp dụng. Nó đòi hỏi sức mạnh trong các động tác và sức mạnh trong tư thế, sử dụng các tư thế kung fu để giúp đỡ với các chuyển động và cảm xúc sắc nét, và chỉ những sinh viên tiên tiến nhất mới được phép biểu diễn. Theo truyền thống, sư tử Phật Sơn có lông thay vì lông và nặng hơn những con hiện đại được sử dụng phổ biến hiện nay. Nó cũng có một cái đuôi rất dài và mắt xoay trái và phải. Ở mặt sau có vành vàng và một khu vực mạ vàng được gọi là cổ áo nơi tên của đoàn kịch có thể được khâu vào.
Tất cả các phong cách truyền thống của Phật Sơn đều có răng cửa sổ bật lên ở đầu, lưỡi và mắt xoay. Mặt dưới của đuôi có màu trắng; các thiết kế của đuôi cũng vuông hơn và có hoa văn kim cương đi xuống phía sau, và thường có chuông gắn ở đuôi. Nó có cái trán cao, đôi môi cong và cái sừng sắc nhọn trên đầu. Sư tử Phật Sơn truyền thống có hình dáng trang trí công phu, một số phong cách khu vực tuy nhiên đã phát triển trên khắp thế giới. Các kiểu mới hơn của sư tử Phật Sơn thay thế tất cả các lông bằng lông và đuôi ngắn hơn. Đôi mắt được cố định tại chỗ, và lưỡi và răng không bật lên. Đuôi cong hơn trong thiết kế, không có hoa văn kim cương và thiếu chuông.

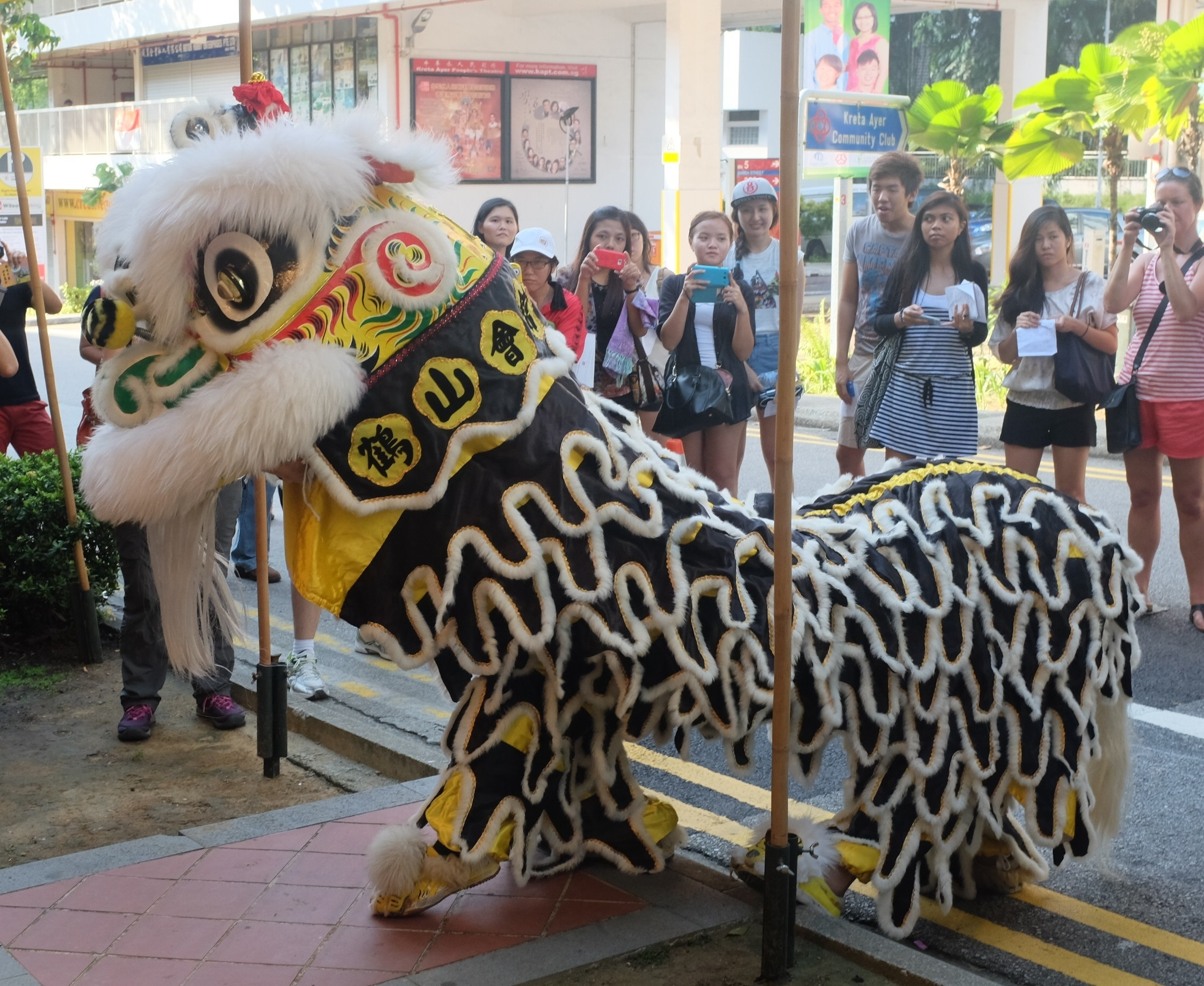
Múa sư tử ở Singapore

Sư tử phong cách Hạc Sơn được biết đến với sự phong phú về biểu cảm, bước chân độc đáo, ngoại hình ấn tượng và phong cách đánh trống mạnh mẽ. Người sáng lập phong cách này được cho là "Vua sư tử Quảng Đông" Phùng Canh Trường (giản thể: 冯庚; phồn thể: 馮庚; bính âm: Féng Gēngzhǎng) vào đầu thế kỷ 20. Ông được sinh ra tại một ngôi làng thuộc quận Hạc Sơn ở Quảng Đông và được cha mình hướng dẫn về võ thuật và múa sư tử. Sau đó, anh cũng học võ thuật và múa lân Nam ở Phật Sơn trước khi trở về quê nhà và thành lập phòng huấn luyện của riêng mình. Ông đã phát triển phiên bản múa lân độc đáo của mình, tạo ra các kỹ thuật mới bằng cách nghiên cứu và bắt chước chuyển động của mèo, như "bắt chuột, chơi, bắt chim, trốn cao, nằm thấp và lăn".
Ông và các đệ tử của mình cũng đã thay đổi đầu sư tử, trán thấp hơn, sừng tròn và nó có miệng mỏ vịt với đôi môi phẳng. Cơ thể của sư tử cũng mạnh mẽ hơn về cấu trúc với màu sắc bắt mắt. Cùng với những bước nhảy mới và những bước chân nhanh nhẹn, một nhịp điệu độc đáo được ông phát minh gọi là "Chiếc trống bảy sao", Feng đã tạo ra một phong cách múa lân mới có giá trị giải trí cao và hấp dẫn thị giác. Đầu những năm 1920, điệu nhảy sư tử He Shan được trình diễn khi Tôn Trung Sơn nhậm chức tại Quảng Châu, và tạo ra một sự khuấy động. Khoảng năm 1945, những người biểu diễn sư tử Hạc Sơn thường được mời biểu diễn ở nhiều nơi trong Trung Quốc và Đông Nam Á trong các lễ hội kỷ niệm. Phong cách Hạc Sơn trở nên rất phổ biến ở Singapore; con sư tử có được danh hiệu "Vua sư tử của các vị vua" và có một ký tự "vua" (王) trên trán. Sự cải thiện hơn nữa đã được Hiệp hội sư tử Hạc Sơn Singapore thực hiện, ví dụ như làm cho con sư tử trở nên "giống mèo" hơn bằng cách rút ngắn đuôi của sư tử Hạc Sơn và tạo ra tiếng trống mới cho điệu nhảy.
Màu sắc khác nhau được sử dụng để biểu thị tuổi và tính cách của sư tử. Sư tử có bộ lông trắng được coi là con già nhất trong số những con sư tử, trong khi sư tử có bộ lông màu vàng vàng là con giữa. Sư tử đen được coi là sư tử nhỏ tuổi nhất và chuyển động của sư tử này phải nhanh như một đứa trẻ hoặc một thiếu niên cứng đầu. Màu sắc cũng có thể đại diện cho tính cách của sư tử: sư tử vàng đại diện cho sự sống động, lòng dũng cảm của sư tử đỏ và tình bạn của sư tử xanh. Ngoài ra còn có ba loại sư tử đại diện cho ba nhân vật lịch sử được ghi lại trong Lãng mạn cổ điển của Tam Quốc chí, những người anh em có lời thề máu đã thề khôi phục lại triều đại nhà Hán: Múa sư tử Hạc Sơn đã được nhiều nhóm hiện đại chấp nhận, chỉ để lại một vài nhóm truyền thống - liên quan đến chính Trung Ngoại Chu Gia.

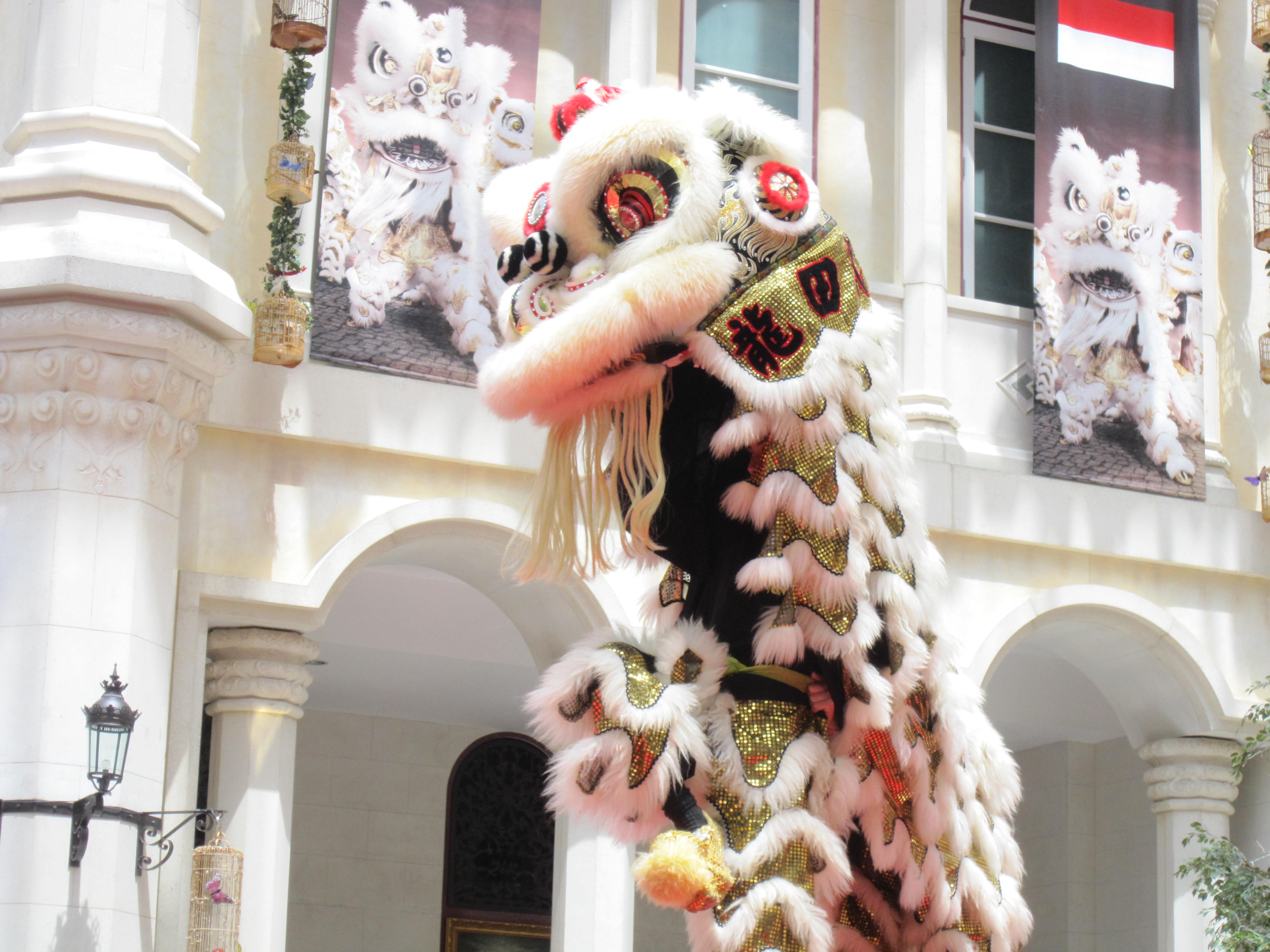
Sư tử Lưu Bị

- Sư tử Lưu Bị (Việt bính: Lau Pei) là con cả trong ba anh em và có màu vàng (thực ra là màu vàng hoàng gia khi trở thành hoàng đế đầu tiên của Vương quốc Thục Hán) với bộ râu và lông trắng (để biểu thị sự khôn ngoan của nó). Nó có một cái đuôi nhiều màu (với mặt dưới màu trắng) biểu thị màu sắc của năm yếu tố. Sư tử già Liu Bei cũng có màu đen ở đuôi trong khi những con mới thì không. Có ba đồng xu trên cổ áo. Con sư tử này được sử dụng bởi các trường học với một bậc thầy về võ thuật (sư phụ) đã được thành lập và được biết đến với tên gọi là Thụy sư (giản thể: 瑞獅; phồn thể: 瑞狮; bính âm: Ruì Shī; nghĩa đen: 'Sư tử ngoan ngoãn').

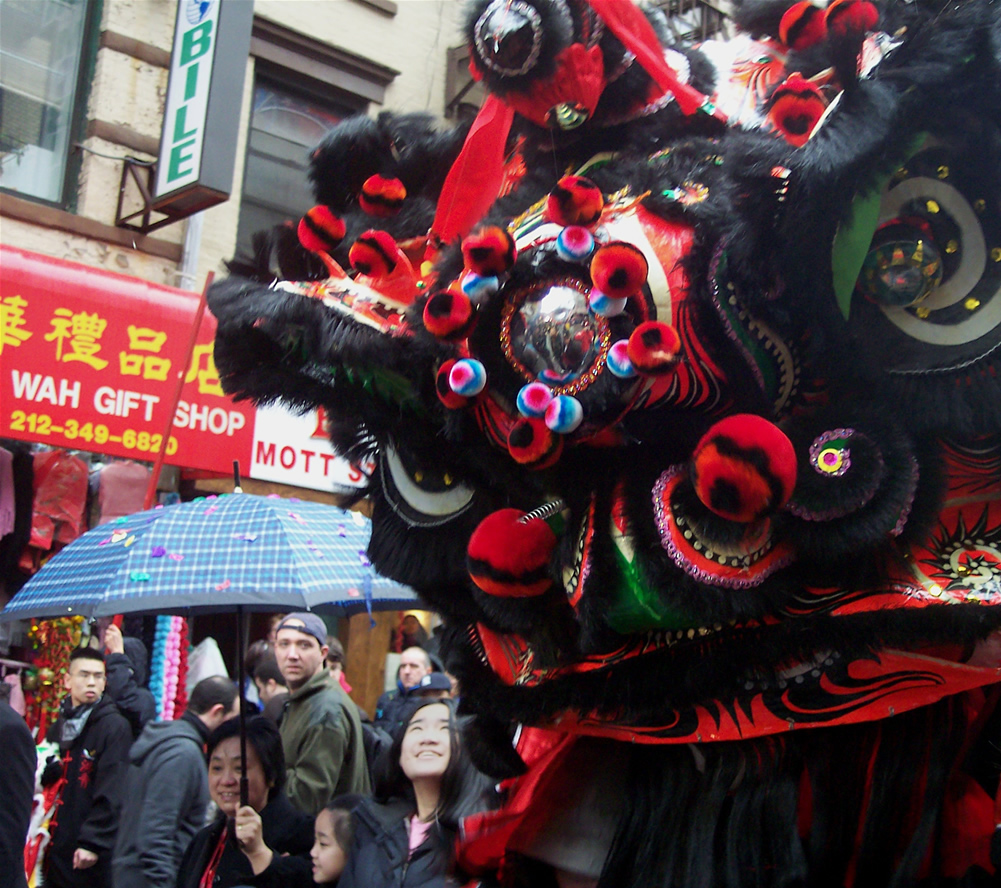
Sư tử Quan Công có thân là bộ lông màu đen

- Sư tử Quan Công (Việt bính: Kwan Kung) có khuôn mặt màu đỏ, lông đen, với bộ râu đen dài (vì nó còn được gọi là "Công tước có bộ râu đẹp"). Đuôi có màu đỏ và đen với viền trắng và mặt dưới màu trắng. Nó được biết đến như là anh trai thứ hai và thể thao hai đồng xu trên cổ áo. Sư tử này được gọi là Tỉnh sư (giản thể: 醒狮; phồn thể: 醒獅; bính âm: Xǐng Shī; nghĩa đen: 'Sư tử thức tỉnh').
- Sư tử Trương Phi (Việt bính: Cheung Fei) có khuôn mặt màu đen với bộ râu đen ngắn, đôi tai nhỏ và lông đen. Đuôi có màu đen và trắng với viền trắng và mặt dưới màu trắng. Theo truyền thống, con sư tử này cũng có chuông gắn trên cơ thể. Là em út trong ba anh em, chỉ có một đồng xu duy nhất trên cổ áo. Sư tử này được gọi là Đấu sư (giản thể: 斗狮; phồn thể: 鬥 獅; bính âm: Dòu Shī; nghĩa đen: 'Sư tử chiến đấu') vì Trương Phi có tính nóng nảy và thích chiến đấu. Con sư tử này được sử dụng bởi các câu lạc bộ mới bắt đầu hoặc bởi những người muốn thực hiện một thử thách.

### Sư tử xanh lục
Sư tử xanh (giản thể: 青狮; phồn thể: 青獅; bính âm: Qīng shī;,Hán Việt: thanh sư) là hình thức múa lân liên quan đến tỉnh Phúc Kiến và người nói tiếng Phúc Kiến. Nó tương tự như múa lân miền nam Trung Quốc, ngoại trừ việc sư tử chủ yếu có màu xanh lá cây và có mặt nạ tròn tròn khác biệt. Nó được cho là bắt nguồn từ các phong trào chống Mãn Châu sau khi nhà Minh sụp đổ năm 1644. Từ "sư tử xanh" trong ngôn ngữ Phúc Kiến nghe có vẻ giống với "quân Thanh" (师). Trong các buổi huấn luyện cho máy bay chiến đấu, sư tử xanh được gắn lưỡi kiếm tượng trưng cho quân đội Mãn Châu và sẽ trở thành mục tiêu di chuyển cho các thực tập sinh. Chuyện kể rằng sau khi triều đại nhà Thanh sụp đổ vào năm 1912, chuyên gia võ thuật ông Can Đức Nguyên (giản thể: 德德源; phồn thể: 幹德源; bính âm: Gàn dé yuán) đã tổ chức một buổi biểu diễn tại Tuyền Châu nơi sư tử xanh bị phế truất để đại diện cho sự lật đổ của triều đại nhà Thanh. Từ thời điểm đó trở đi, sư tử xanh được sử dụng mà không cần lưỡi kiếm và được thực hiện cho mục đích văn hóa và nghi lễ.

### Sư tử Việt Nam

"Phụng Lân" - Tranh dân gian Đông Hồ

Điệu nhảy kỳ lân tại nhà hát Duyên Thị Dương, Huế

Có một điệu nhảy sư tử ở Việt Nam và Trung Quốc vào Lễ hội trung thu. Ở Bắc Việt Nam Việt Nam và Trung Quốc thường được gọi là bậc thầy khiêu vũ mặc dù sư tử không có sừng. Tuy nhiên, các ghi chú của chữ Nôm trên các bức tranh "Cốc Cốc Lan" trong dòng Tranh Đông Hồ đã được ghi là "Phụng Lân" (chữ Nôm: 奉麟). Hầu hết sư tử ở Việt Nam giống với sư tử miền Nam - chúng là một phần của truyền thống sư tử miền Nam Trung Quốc nhưng đã có được đặc điểm địa phương. Tuy nhiên, cũng có những hình thức địa phương khác biệt đáng kể về ngoại hình và hiệu suất, chẳng hạn như múa lân của các dân tộc thiểu số Tày và Nùng. Một phiên bản của điệu nhảy đã được trình diễn tại Nhà hát Duyên Thị Thị trong lòng cung điện hoàng gia ở Huế. Loại múa lân này thường liên quan đến các cặp; màu vàng cho nam và màu xanh cho nữ. Điệu nhảy thường dựa trên quá trình giao phối, sinh và vòng đời của kỳ lân.
Điệu múa được thực hiện chủ yếu tại các lễ hội truyền thống như Tết Nguyên đán và Tết Trung thu, cũng như trong các dịp khác như khai trương một doanh nghiệp mới, sinh nhật và đám cưới. Điệu nhảy thường đi kèm với các võ sĩ và nhào lộn. Một đặc điểm của điệu nhảy kỳ lân Việt Nam là bạn nhảy của ông Địa hay linh hồn của trái đất, được miêu tả là một người đàn ông bụng to, cười toe toét cầm một chiếc quạt lá giống như 'Phật' (佛) của Trung Quốc. Tinh thần tốt bụng, theo tín ngưỡng phổ biến, có sức mạnh để triệu tập kỳ lân tốt lành, và do đó trong khi nhảy, đi đầu trong việc dọn đường cho con kỳ lân. Sự xuất hiện hài hước của Ông Địa làm tăng thêm tính chất lễ hội và vui vẻ của điệu nhảy. Đầu sư tử Việt Nam được làm khác nhau vì thiếu sừng. Điều này là do các đội thường chiến đấu với nhau và kết quả là còi bị đá liên tục. Để giải quyết vấn đề này, nhiều đội tuyển Việt Nam đã yêu cầu không có sừng để khiến đối thủ khó làm hỏng con sư tử hơn.

### Sư tử Nhật Bản

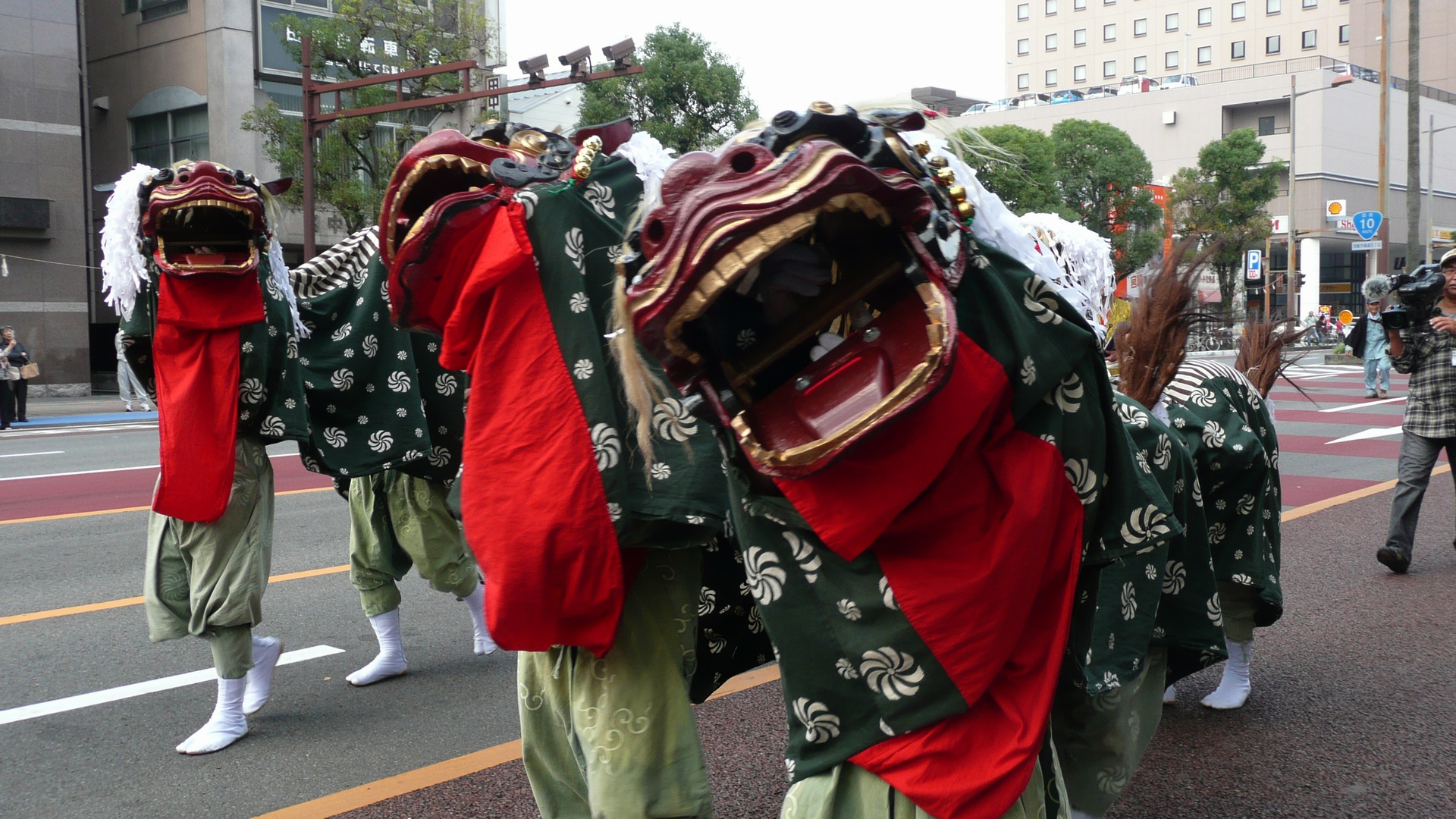
Múa sư tử ở Miyazaki, Nhật Bản

Nhật Bản có truyền thống lâu đời về múa lân và điệu nhảy được gọi là sư tử vũ (獅子舞) trong tiếng Nhật. Nó được cho là đã được nhập khẩu từ Trung Quốc vào thời nhà Đường, và được kết hợp với lễ kỷ niệm ngày sinh của Đức Phật. Điệu múa sư tử đầu tiên được ghi nhận tại Nhật Bản là tại lễ khánh thành Tōdai-ji ở Nara năm 752. Mặt nạ sư tử lâu đời nhất còn sót lại, được làm bằng gỗ paulownia với hàm dưới có khớp nối, cũng được bảo quản ở Chùa Tōdai. Điệu nhảy thường được biểu diễn trong dịp năm mới để mang lại may mắn và xua đuổi tà ma, và các vũ công sư tử có thể được đi cùng với các nhạc sĩ sáo và trống. Nó cũng được thực hiện tại các lễ hội và lễ kỷ niệm khác. Trong một số màn trình diễn này, những con sư tử có thể cắn vào đầu người để mang lại may mắn.

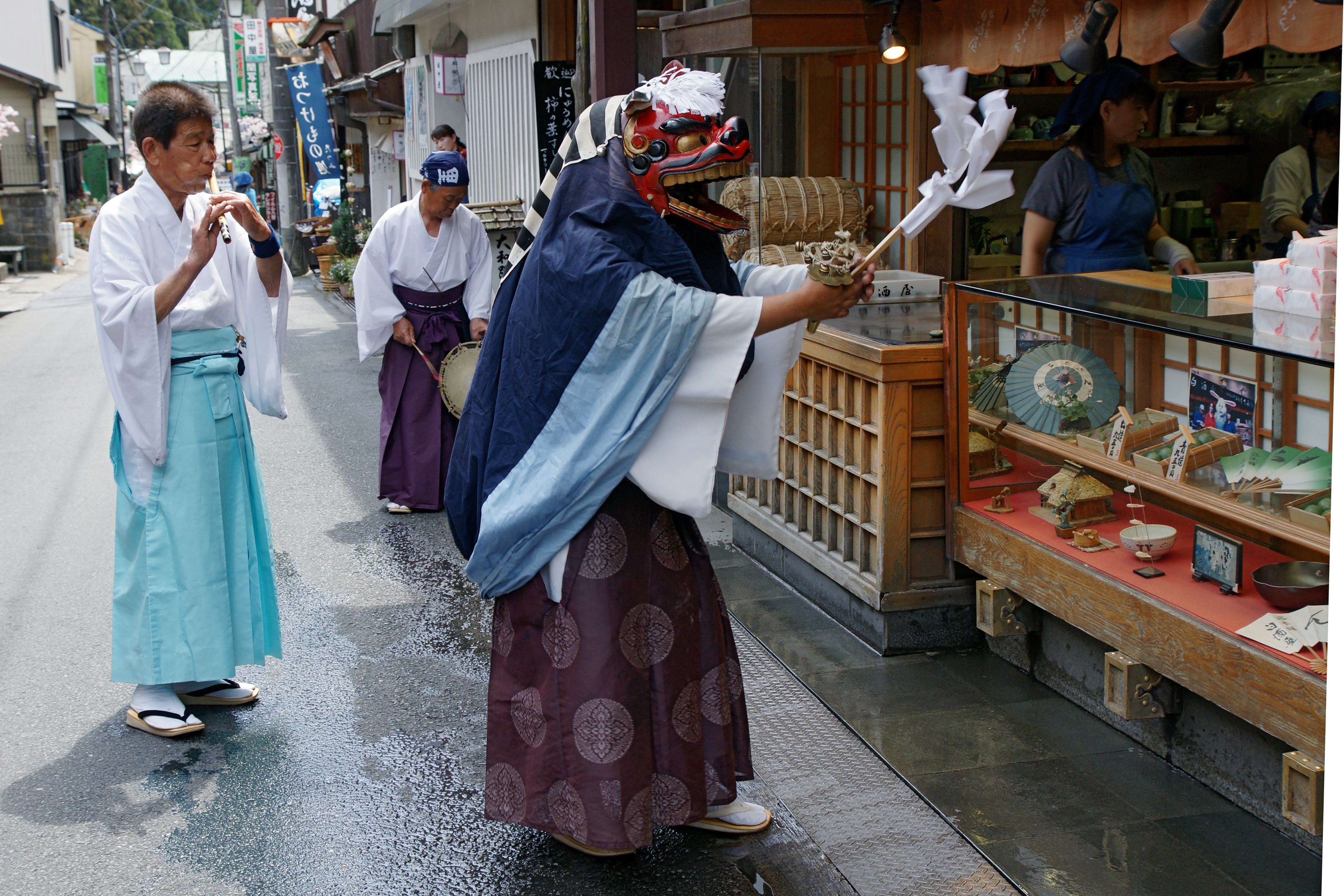
Một điệu nhảy sư tử Nhật Bản được biểu diễn trong Sakurai, Nara bởi một người duy nhất đi cùng với nhạc công sáo và trống

Múa lân đã hoàn toàn được tiếp thu vào truyền thống Nhật Bản. Có nhiều điệu múa sư tử khác nhau ở Nhật Bản và phong cách nhảy múa và thiết kế của sư tử có thể khác nhau theo vùng - người ta tin rằng có đến 9.000 biến thể của điệu nhảy tồn tại ở nước này. Múa lân cũng được sử dụng trong các lễ hội Shinto tôn giáo như một phần của một loại hình nghệ thuật biểu diễn được gọi là kagura. Shishi kagura có thể được tìm thấy ở các dạng khác nhau - ví dụ như daikagura chủ yếu là nhào lộn, yamabushi kagura, một loại hình biểu diễn sân khấu được thực hiện bởi các nhà khổ hạnh yamabushi, và cả ở bangaku và những người khác. Các hình thức khác nhau của điệu nhảy shishi cũng được tìm thấy ở noh, kabuki (nơi múa lân tạo thành một nhóm các vở kịch được gọi là shakkyōmono), và nhà hát bunraku.

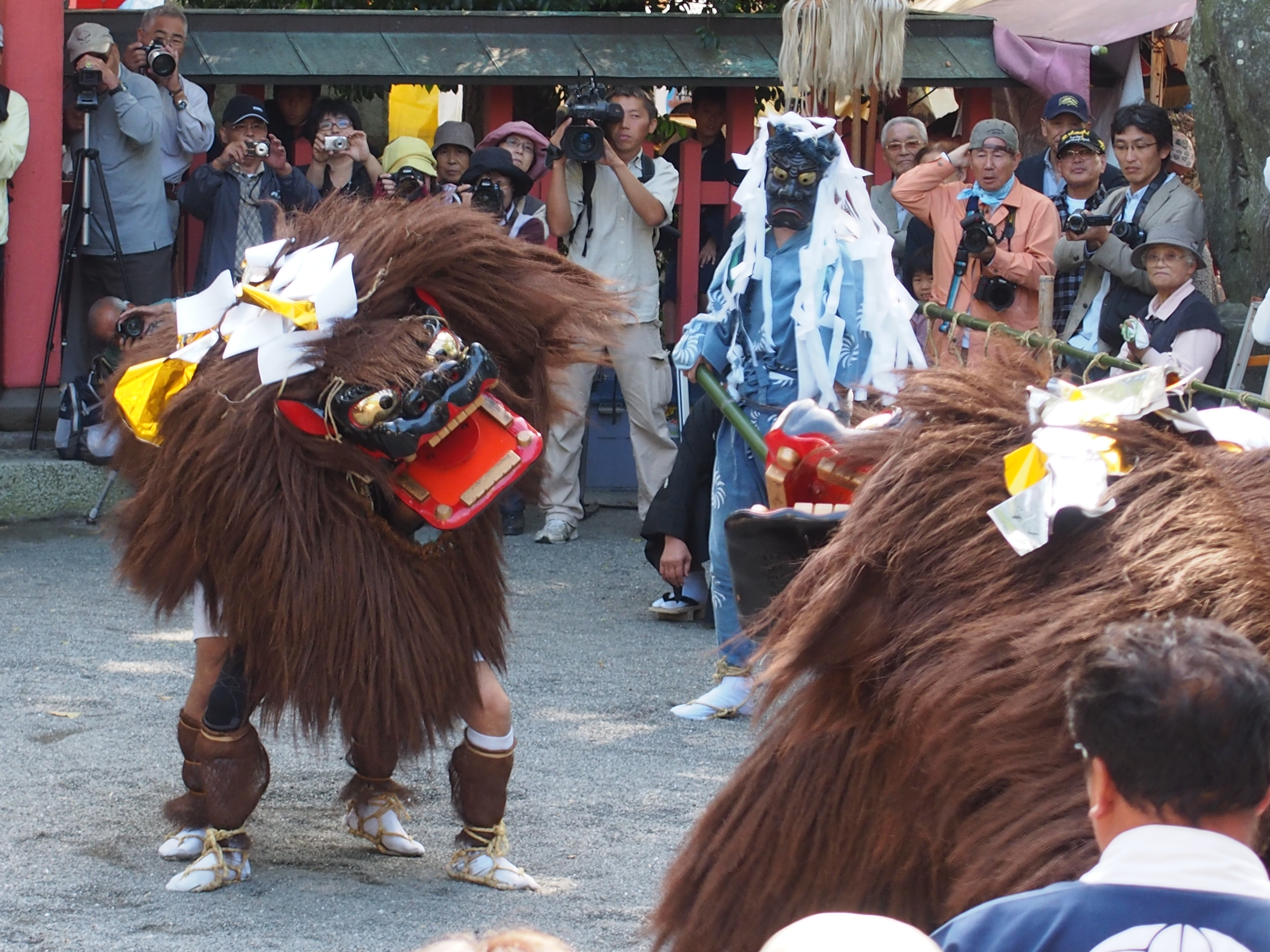
Múa sư tử của đền thờ Minagi ở Asakura, Fukuoka

Sư tử Nhật Bản bao gồm một cái đầu bằng gỗ, sơn mài được gọi là shishi-gashira (đầu sư tử), thường có thân hình đặc trưng của vải nhuộm màu xanh lá cây với thiết kế màu trắng. Nó có thể bị thao túng bởi một người, hoặc bởi hai hoặc nhiều người, một trong số họ thao túng cái đầu. Giống một người đàn ông thường thấy nhất ở miền đông Nhật Bản. Cũng như sư tử Trung Quốc, kiểu dáng của đầu và thiết kế trên cơ thể sẽ khác nhau giữa các vùng, và thậm chí từ trường học đến trường học. Tuy nhiên, mặt nạ đôi khi có thể có sừng dường như là một con nai (shika) và shishi được viết bằng các ký tự Kanji khác nhau có thể có nghĩa là con thú, hươu hoặc lợn rừng, ví dụ như trong shishi-odori (踊). Trong lịch sử, từ shishi có thể ám chỉ bất kỳ động vật bốn chân hoang dã nào, và một số điệu nhảy với những con thú khác nhau cũng có thể được gọi là shishi-mai. Điệu nhảy đôi khi cũng có thể có múa hổ (tora) hoặc kỳ lân (kirin).
Ở Okinawa, một điệu nhảy tương tự tồn tại, mặc dù sư tử được coi là một chó đá shisa huyền thoại. Đầu, cơ thể và hành vi của shisa trong điệu nhảy khá khác so với shishi trên đất liền Nhật Bản. Thay vì nhảy theo âm thanh của sáo và trống, điệu nhảy shisa của Okinawa thường được biểu diễn theo các bài hát dân gian được chơi với đàn shamisen.

### Sư tử Triều Tiên

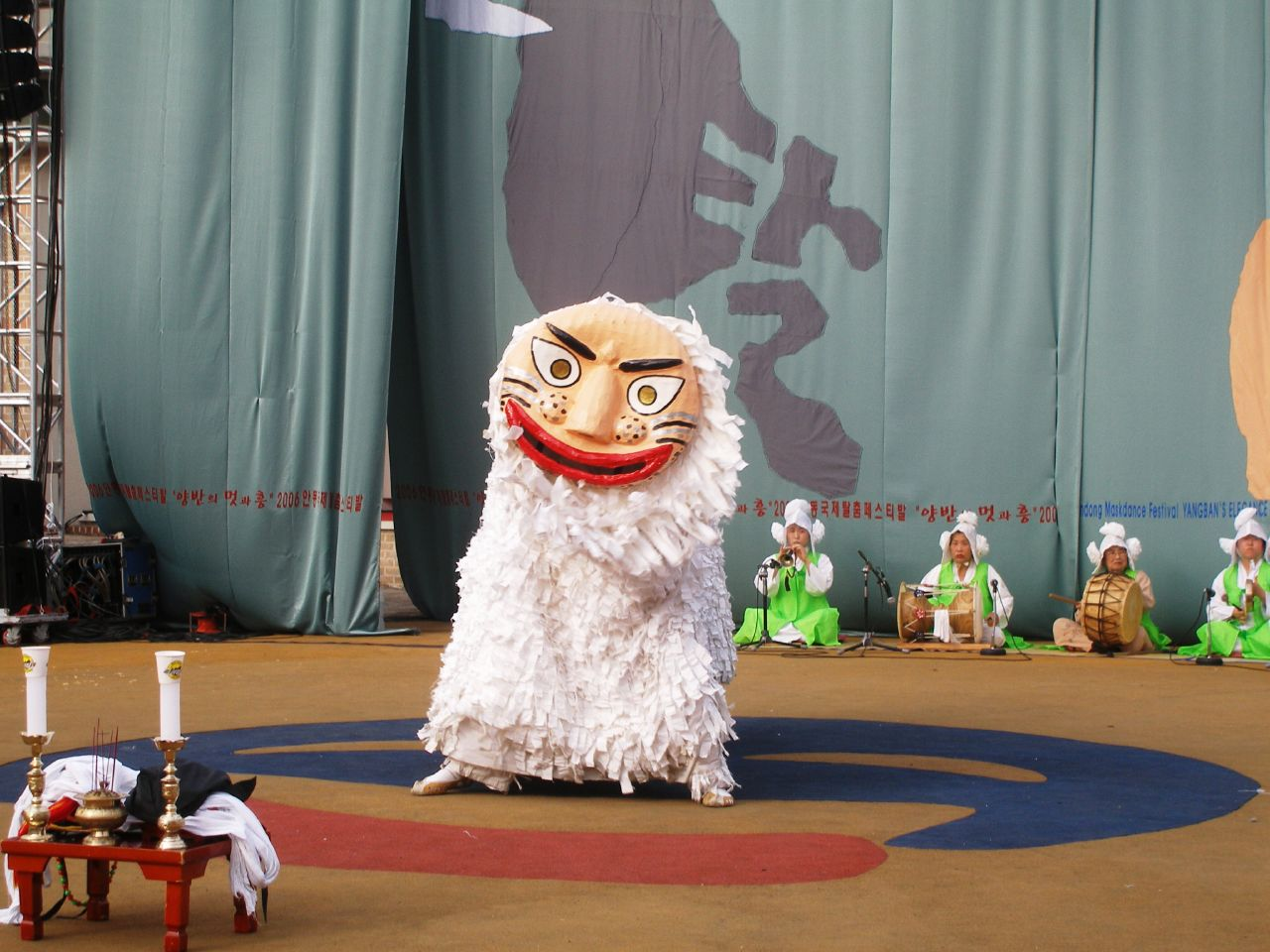
Múa sư tử Triều Tiên từ eunyul talchum

Múa sư tử được ghi nhận trong công tác lịch sử Triều Tiên Tam quốc sử ký là " toan nghê " (狻猊, từ Trung Quốc cũ cho sư tử), một trong năm bài thơ về những điệu nhảy của Tân La vương quốc được viết bởi Thôi Trí Viễn. Nó có thể đã được ghi lại sớm nhất là triều đại của Vua Jinheung (Chân Hưng) vào thế kỷ thứ 6, trong đó một giai điệu có tựa đề "Tài năng của Sư tử" được sáng tác có thể liên quan đến một điệu nhảy sư tử.
Hai truyền thống chính của múa lân tồn tại ở Hàn Quốc, saja-noreum, được thực hiện như một vở kịch trừ tà; và sajach'um được thực hiện kết hợp với các bộ phim truyền hình đeo mặt nạ. Trong nhiều bộ phim truyền hình múa mặt nạ truyền thống, múa lân xuất hiện như một phần của một số hành vi. Ví dụ về những bộ phim truyền hình này là Ŭnyul t'alch'um, Pongsan t'alch'um (봉산 탈춤), Suyong Yayu (야류) và T'ongyong Ogwangdae (오광대). Mặt nạ sư tử của Pongsan và Gangnyeong có thể có đôi mắt và tiếng chuông có ý nghĩa khiến lũ quỷ sợ hãi khi chúng phát ra âm thanh khi sư tử di chuyển.Cũng có một lần phiên bản tòa án của múa lân.

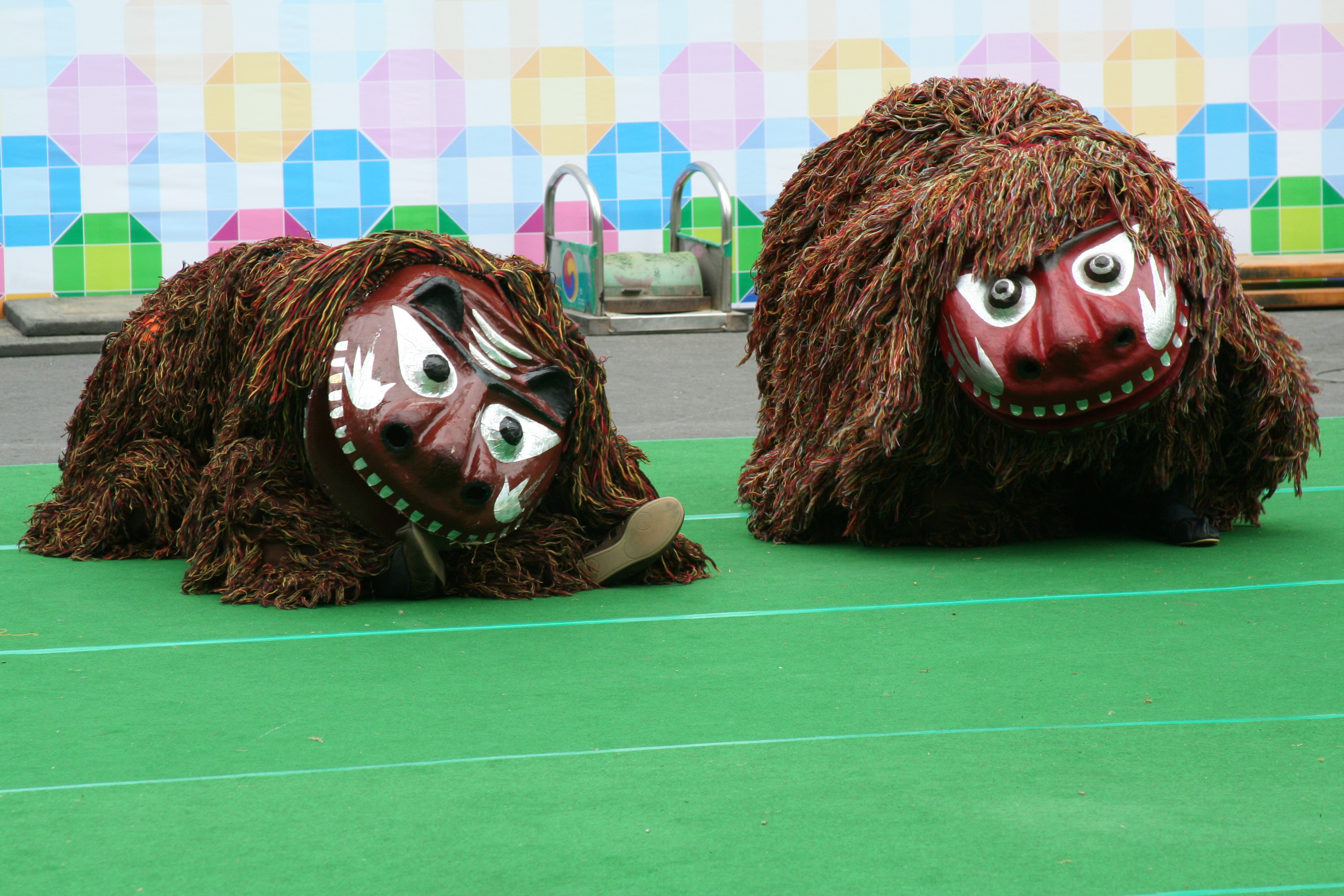
Sư tử của Bukcheong sajanoreum

Múa lân như một nghi thức trừ tà bắt đầu được thực hiện vào năm mới ở Hàn Quốc trong triều đại Cao Ly. Nổi tiếng nhất trong các điệu nhảy sư tử saja-noreum của Hàn Quốc là Bukcheong sajanoreum hoặc mặt nạ sư tử từ Bukcheong. Trong điệu nhảy sư tử này, sư tử với mặt nạ sư tử lớn nhưng hài hước và trang phục màu nâu có thể được biểu diễn cùng với những người biểu diễn đeo mặt nạ khác. Các vũ công có thể đi cùng với các nhạc sĩ chơi trống hai đầu, trống hình đồng hồ cát, chiêng lớn và sáo trúc sáu lỗ.
Điệu nhảy ban đầu được thực hiện vào mỗi đêm trong mười lăm đêm đầu tiên của Tết Nguyên đán, nơi đoàn múa trong mặt nạ sư tử và trang phục đến thăm mọi ngôi nhà trong các ngôi làng của vùng Bukcheong, và múa lân có ý nghĩa xua đuổi tà ma và thu hút chúc may mắn cho năm tới. Đôi mắt của mặt nạ sư tử có thể được sơn vàng để xua đuổi những linh hồn tiêu cực. Người ta cũng tin rằng những đứa trẻ ngồi trên lưng sư tử trong những buổi biểu diễn như vậy sẽ có sức khỏe tốt và cuộc sống lâu dài.

### Sư tử Tây Tạng

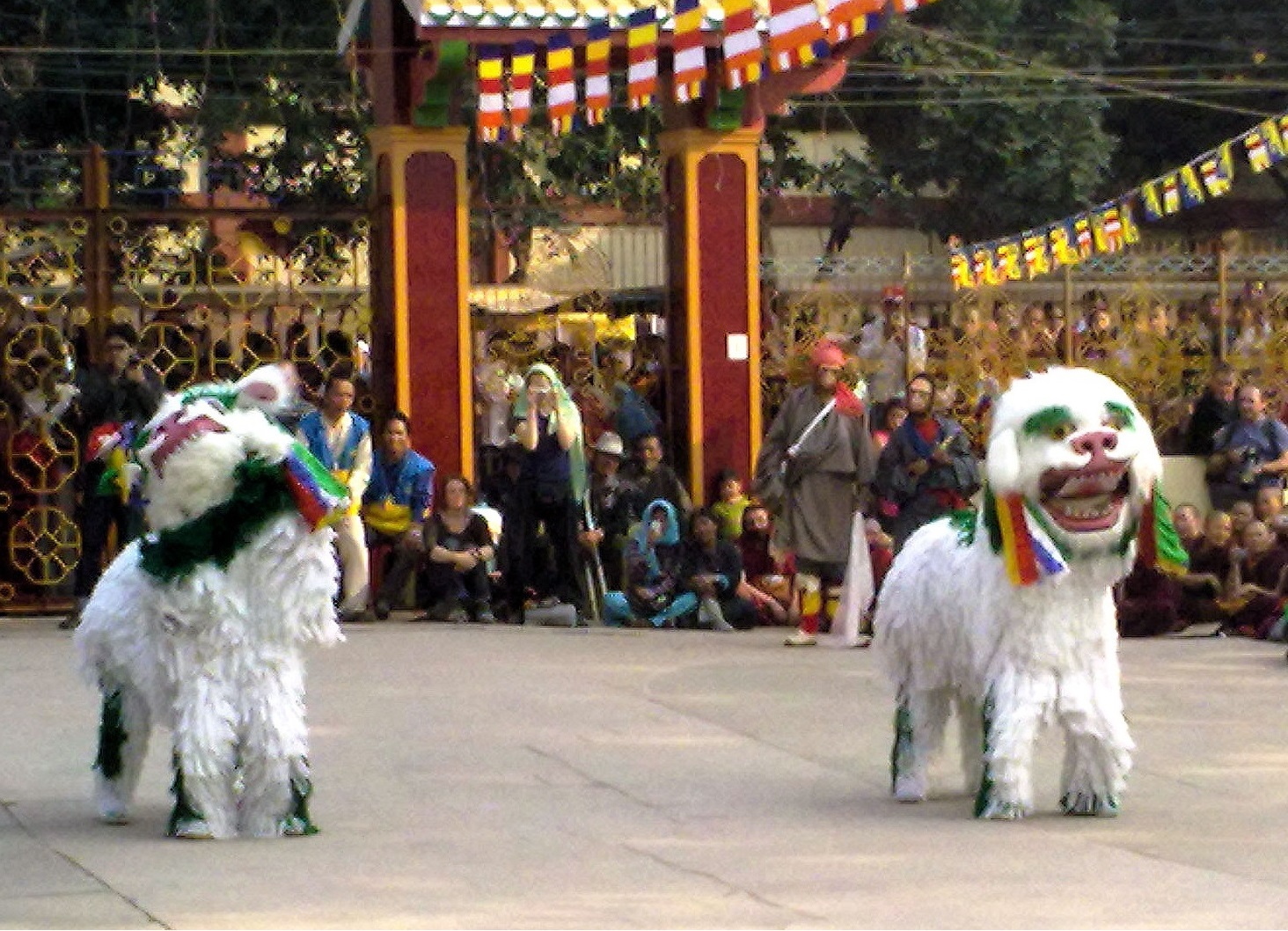
Múa sư tử Tây Tạng ở Bodhgaya, Ấn Độ

Ở khu vực Hy Mã Lạp Sơn và Tây Tạng, cũng có một điệu nhảy sư tử được gọi là múa lân tuyết. Điệu nhảy này có thể được tìm thấy ở Tây Tạng và cả trong cộng đồng người di cư Tây Tạng nơi nó được gọi là Senggeh Garcham,Nepal, và một phần của Đông Bắc Ấn Độ - trong số những người Monpa ở Arunachal Pradesh, ở Sikkim, nơi nó được gọi là Singhi Chham, và ở một số vùng của Uttar Pradesh và Ladakh. Tên seng ge và các hình thức liên quan của nó đến từ tiếng Phạn siṅha, và cham là một điệu nhảy nghi lễ của đạo Phật. Sư tử tuyết có bộ lông màu trắng và ở Tây Tạng, nó cũng có thể có bờm xanh hoặc rìa xanh, trong khi ở Sikkim, bờm có thể có màu xanh.
Các sư tử tuyết được coi là một biểu tượng của Tây Tạng và múa sư tử tuyết là một điệu nhảy phổ biến trong cộng đồng Tây Tạng và nó được thực hiện trong các lễ hội như trong điệu múa nghi lễ (lễ hội cham) và năm mới. Sư tử tuyết đại diện cho các dãy núi tuyết và sông băng của Tây Tạng và được coi là rất tốt lành, và nó cũng có thể tượng trưng cho một số đặc điểm, chẳng hạn như sức mạnh và lòng kiêu hãnh, không sợ hãi và niềm vui. Sư tử tuyết có thể có lịch sử lâu đời ở Tây Tạng, nhưng một số phiên bản địa phương của điệu nhảy cũng có thể bị ảnh hưởng bởi Vũ điệu sư tử Trung Quốc ở vùng biên giới Trung-Tây Tạng - ví dụ, nó đã ghi lại rằng thủ lĩnh địa phương ở Songpan,Tứ Xuyên đã tặng một bộ trang phục sư tử cho Jamyang Zhépa II của vùng Amdo trong thế kỷ 18. Điệu múa sư tử tuyết có thể được biểu diễn như một điệu nhảy thế tục, hoặc là một điệu nhảy nghi lễ được thực hiện bởi các nhà sư bon po.

### Sư tử Indonesia

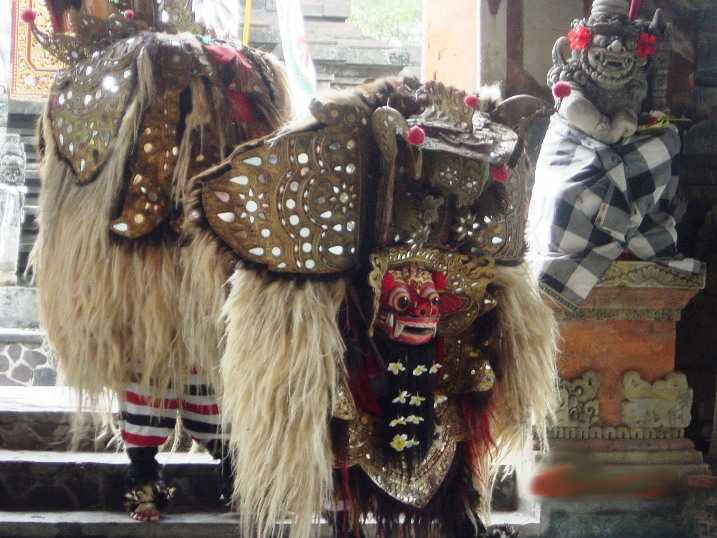
Múa sư tử Barong ở Bali, Indonesia

Múa lân Trung Quốc được gọi là barongsai ở Indonesia, thường được người Hoa ở Indonesia biểu diễn trong thời gian Tết Nguyên đán. Tuy nhiên, người Indonesia đã phát triển phong cách múa lân của riêng họ. Múa lân (tiếng Indonesia: barong) ở Indonesia có các hình thức khác biệt với văn hóa địa phương ở Indonesia, và không biết những thứ này có liên quan gì đến sư tử Trung Quốc hay không. Những điệu múa sư tử nổi tiếng nhất được biểu diễn ở Bali và Java. Trong văn hóa của người Hindu theo đạo Hindu, Barong là vua của những linh hồn tốt và là kẻ thù của nữ hoàng quỷ Rangda. Giống như sư tử Trung Quốc, nó đòi hỏi nhiều vũ công hơn trong Java Reog.
Các Reog nhảy của Ponorogo trong Java bao gồm một con sư tử con được gọi là Barong Singa. Nó được tổ chức vào những dịp đặc biệt như lễ kỷ niệm Lebaran (Eid al-Fitr), lễ kỷ niệm thành phố hoặc thành phố hay lễ hội ngày quốc khánh. Một vũ công duy nhất, hoặc warok, mang mặt nạ sư tử nặng khoảng 30 – 40 kg bằng răng. Ông được ghi nhận với sức mạnh đặc biệt. các warokcũng có thể mang một cậu bé hoặc cô gái vị thành niên trên đầu của nó. Khi ôm một cậu bé hoặc cô bé vị thành niên trên đầu, vũ công Reog giữ trọng lượng lên tới tổng cộng 100 kg. Mặt nạ tuyệt vời kéo dài hơn 2,5 mét với da hổ hoặc da báo thật và lông chim công. Nó đã được quốc tế công nhận là mặt nạ lớn nhất thế giới.

## Âm nhạc và nhạc cụ

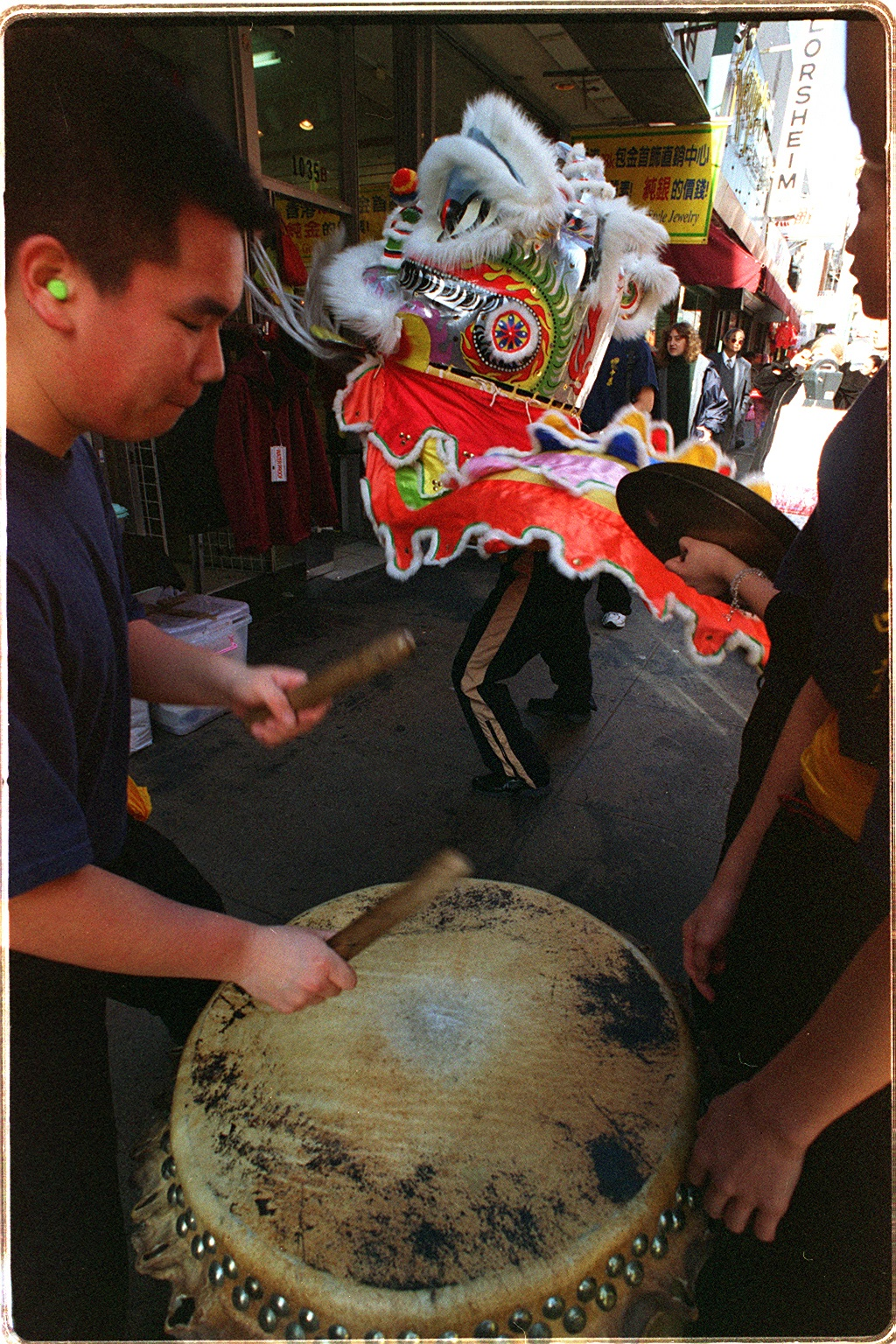
Đánh trống trong buổi lễ múa lân

Múa lân Trung Quốc được biểu diễn kèm theo âm nhạc gồm trống, chũm chọe, thanh la và cồng chiêng. Dụng cụ đồng bộ hóa với các động tác và hành động múa lân. Fut San, Hok San, Fut Hok, Chow Gar, v.v... tất cả đều chơi beat khác nhau. Mỗi phong cách chơi một nhịp độc đáo. Sự phát triển trong các thiết bị điện tử đã cho phép phát nhạc qua điện thoại /máy tính bảng /máy tính /máy nghe nhạc mp3. Điều này đã góp phần vào sự phát triển của cách mọi người có thể chơi nhạc múa lân - loại bỏ nhu cầu mang theo các nhạc cụ (có thể khá lớn).
Phong cách phổ biến nhất là nhịp điệu sư tử Sar Ping. Điều này có hơn 22 thử nghiệm khác nhau mà bạn có thể sử dụng để thể hiện chuyển động của sư tử, trong khi sư tử Phật Sơn chỉ có khoảng 7.

## Trang phục
Trang phục múa lân được sử dụng trong các buổi biểu diễn này chỉ có thể được tùy chỉnh trong các cửa hàng thủ công đặc sản ở các vùng nông thôn châu Á và phải được nhập khẩu với chi phí đáng kể cho hầu hết các quốc gia nước ngoài ngoài châu Á. Đối với các nhóm ở các nước phương Tây, điều này được thực hiện thông qua các quỹ được huy động thông qua đăng ký và cam kết được thực hiện bởi các thành viên của các hiệp hội văn hóa và kinh doanh địa phương. Đối với các quốc gia như Malaysia có dân số Trung Quốc đáng kể, chuyên môn địa phương có thể có sẵn trong việc sản xuất trang phục và nhạc cụ "sư tử" mà không phải nhập chúng từ Trung Quốc. Hầu hết các trang phục múa Nam Lion hiện đại đều đi kèm với một bộ quần phù hợp, tuy nhiên một số học viên sử dụng quần kung fu đen để xuất hiện truyền thống hơn. Trang phục múa lân hiện đại được làm rất bền và một số không thấm nước.

## Hiệp hội múa lân và võ thuật
Múa lân Trung Quốc có quan hệ mật thiết với kungfu hoặc võ thuật (武術) và các vũ công thường là thành viên võ thuật của câu lạc bộ hoặc trường kungfu địa phương. Họ luyện tập trong câu lạc bộ của họ và một số huấn luyện chăm chỉ để thành thạo kỹ năng là một trong những môn võ thuật. Nhìn chung, người ta thấy rằng nếu một trường học có một đoàn kịch có khả năng với nhiều "sư tử", thì điều đó chứng tỏ sự thành công của trường. Nó cũng thường được luyện tập cùng với múa rồng ở một số khu vực.

## Trình diễn múa lân

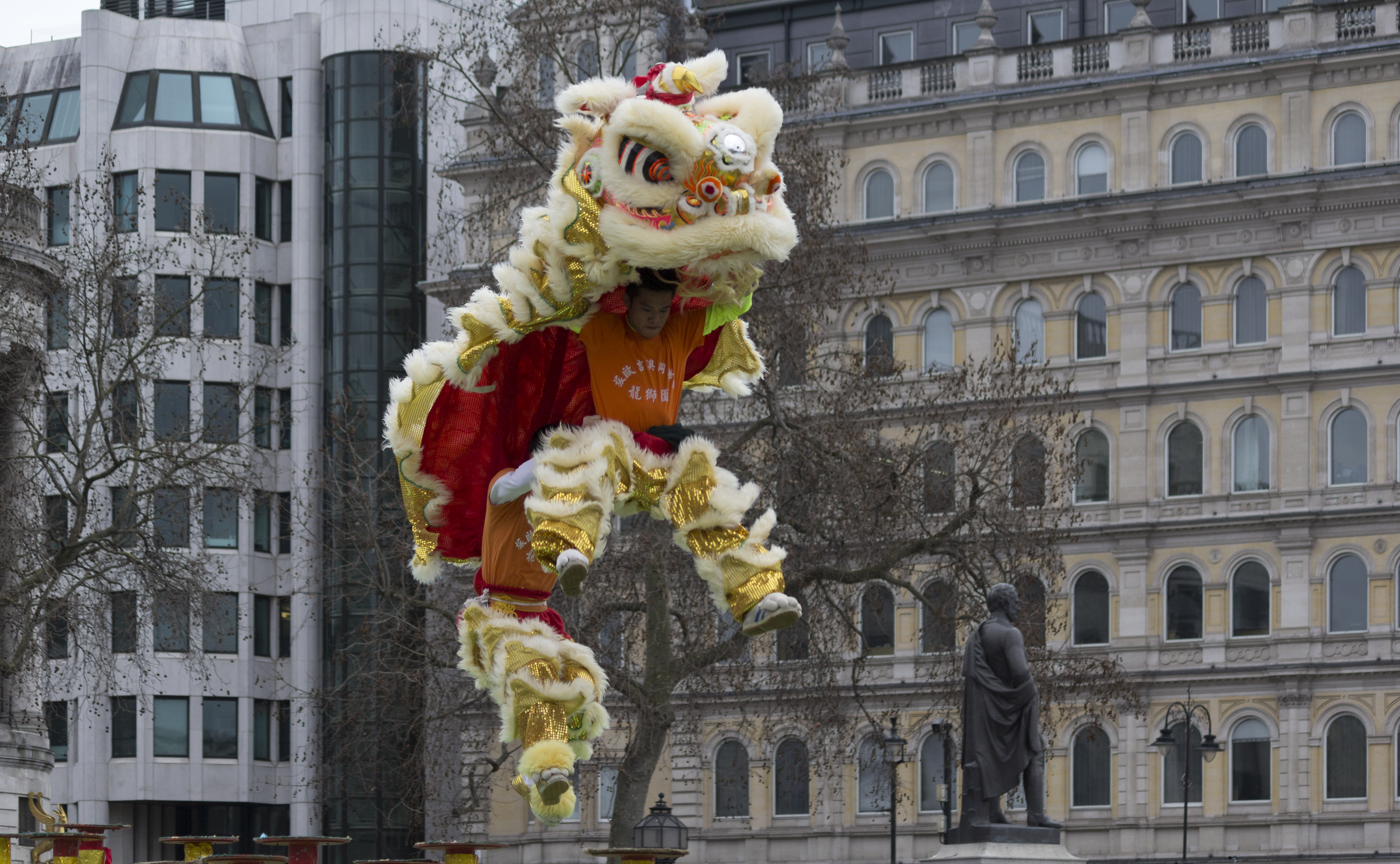
Múa lân ngày Tết tại Luân Đôn, 2015

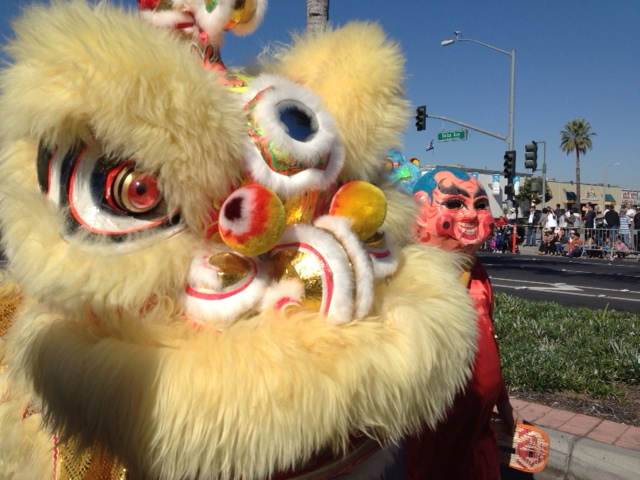
Lân và Ông Địa tại Hội Tết Little Saigon, 2014

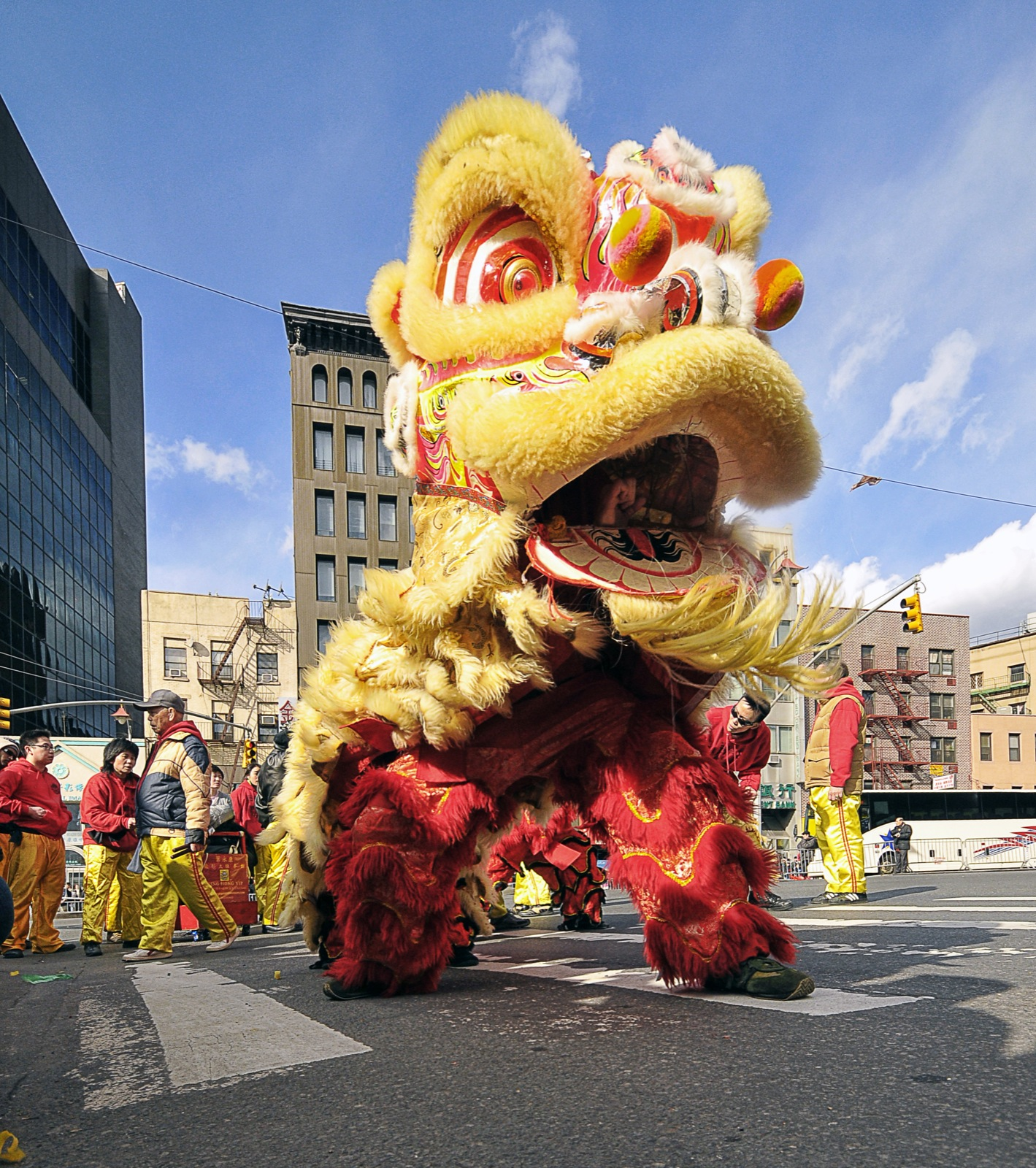
Múa lân tại Phố Tàu, Manhattan

Lân chỉ chế tạo cái đầu thật công phu, còn mình là vải thêu, viền rất khéo. Có loại lân đặc biệt, nửa giống lân, nửa giống rồng, nhưng ít xuất hiện trong các buổi diễn.
Đám múa lân thường gồm có một người đội chiếc đầu lân bằng giấy và múa những điệu bộ của con vật này theo nhịp trống. Đầu lân có một đuôi dài bằng vải màu do một người cầm phất phất theo nhịp múa của lân. Ngoài ra còn có trống thanh la, não bạt, đèn màu, cờ ngũ sắc, có người cầm côn đi hộ vệ đầu lân và quan trọng nhất không thể thiếu đó là ông Địa. Thường đội lân đánh trống vang xóm và nhà nào có treo thưởng thì đội lân sẽ đến múa chúc vui, tiền thưởng thường treo trên cao, có khi buộc trên cành tre cao, đội lân sẽ đôn người lên cho lân há miệng ngoạm lấy (có khi làm thang là một cột thép dựng đứng để lân leo). Thường phần thưởng càng lớn thì treo càng cao, đội lân càng có nghề càng thích phần thưởng treo cao, xem như một thách thức các đội lân khác, đồng thời qua đó chứng tỏ tài nghệ của đội để thu hút các gia chủ khác. Nhưng trong nhà có người già thì phần thưởng lại được treo thấp dù có giá trị cao, chắc tránh cho lân gặp phải nguy hiểm xem như gia chủ để phước. Ông địa phải vào nhà vái chào người già, gia chủ, sau đến giỡn chơi hoặc làm hề cho trẻ em vui, nếu gia chủ tỏ ý muốn mời thì đoàn lân sẽ vào, sau khi lân ngậm được tiền, lân gục gặc đầu cảm tạ thì ông địa lại vái chào cảm ơn gia chủ trước khi đoàn lân qua nhà khác.
Có nhiều kiểu múa lân.
- "Độc chiếm ngao đầu" - Một con lân biểu diễn, thể hiện tài tả xung hữu đột, tiến thoái nhịp nhàng, bộ pháp hùng dũng, nhảy cao, trèo giỏi, tượng trưng cho cái uy, cái dũng của một mãnh tướng, một hảo hán, một vị anh hùng.
- "Song hỉ" - Hai con lân cùng biểu diễn, thể hiện niềm hân hoan khoan khoái, tâm đầu ý hợp như loan với phụng, như vợ với chồng, như đất trời và âm dương tương hợp.
- "Tam Tinh" - Ba con lân hợp múa với ba màu vàng, đỏ, đen, thể hiện những điều cầu nguyện của mọi người đạt được điều lành, ba điều tốt là Phúc, Lộc, Thọ.
- "Tam Anh" - Ba con lân cùng múa, diễn tả Lưu Bị, Quan Vũ và Trương Phi vừa hùng dũng, vừa có chí lớn, vừa thương yêu, gắn bó với nhau hơn cả anh em ruột thịt cho đến chết.
- "Tứ Quý hưng long" - Bốn con lân cùng múa, gồm bốn đầu lân trắng, vàng, đỏ, đen (hoặc xanh), tượng trưng cho bốn mùa, bốn phương, bốn hiện tượng trong trời đất, diễn tả sự sung mãn, trường thọ, mạnh khỏe và hạnh phúc.

Múa sư tử thì khác múa lân, người múa núp kín thân mình trong bụng sư tử giả và sư tử thì không có sừng. Một tiết mục múa sư của người Hoa gồm 4 người: 2 người múa, 1 người đánh trống, 1 người cầm quả cầu. Trống trong múa Sư được đánh theo nhịp khác với múa Lân, người ta gọi nhịp trống trong múa Sư là nhịp trống Bắc Kinh.

## Múa lân trong các dịp lễ

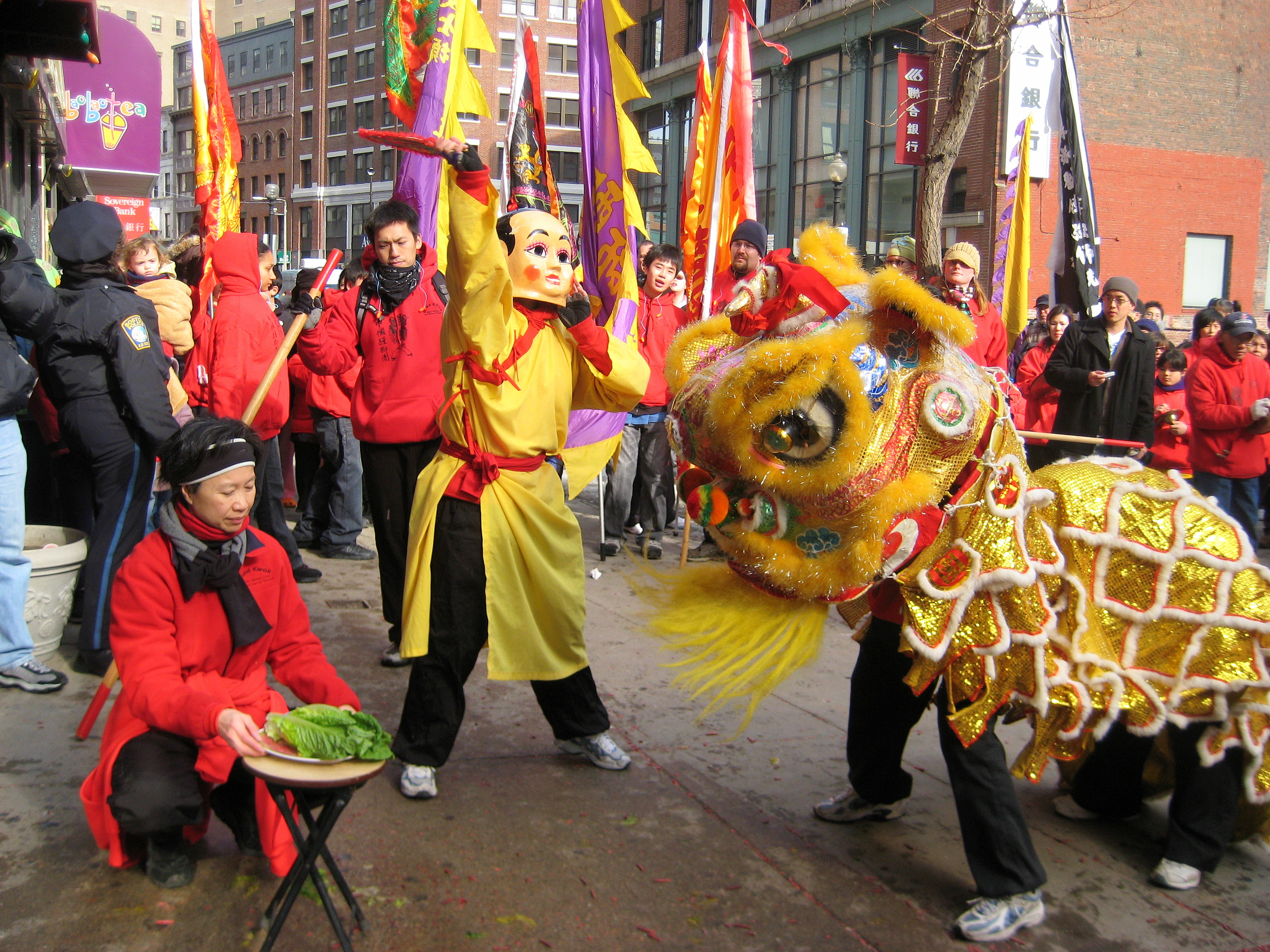
Rau cải được cung cấp cho một con sư tử và ông Địa khi bắt đầu múa lân trong lễ hội năm mới của người Hoa ở khu phố Tàu của Boston

Trong dịp Tết Nguyên đán, các đoàn múa lân sẽ đến thăm các ngôi nhà và cửa hàng của cộng đồng châu Á để thực hiện phong tục truyền thống "cai qing" (採青), nghĩa đen là "nhổ cỏ xanh", theo đó, sư tử cắm cây xà lách xanh tốt lành hoặc treo trên cột hoặc đặt trên bàn trước mặt bằng. "Rau xanh" (qing) được gắn với nhau bằng một " phong bì đỏ " chứa tiền và cũng có thể bao gồm trái cây tốt lành như cam. Trong tiếng Trung i (採, nhổ) cũng nghe giống như cài đặt (菜, nghĩa là rau) và cái(财, có nghĩa là vận may). "Sư tử" sẽ nhảy và tiếp cận "phong bì xanh" và "phong bì đỏ" như một con mèo tò mò, để "ăn xanh" và "nhổ" nó ra nhưng giữ "phong bì đỏ" là phần thưởng cho đoàn sư tử. Múa lân được cho là mang lại may mắn và tài lộc cho doanh nghiệp. Trong triều đại nhà Thanh, có thể có thêm những ý nghĩa ẩn giấu trong các buổi biểu diễn, ví dụ như các loại rau xanh (qing) mà sư tử ăn có thể đại diện cho Qing Manchus. Trong điệu nhảy sư tử Hok San hiện đại, họ sẽ sử dụng một trong nhiều bài kiểm tra để tiếp cận thức ăn, mỗi bài có một nhịp và chuyển động cụ thể.

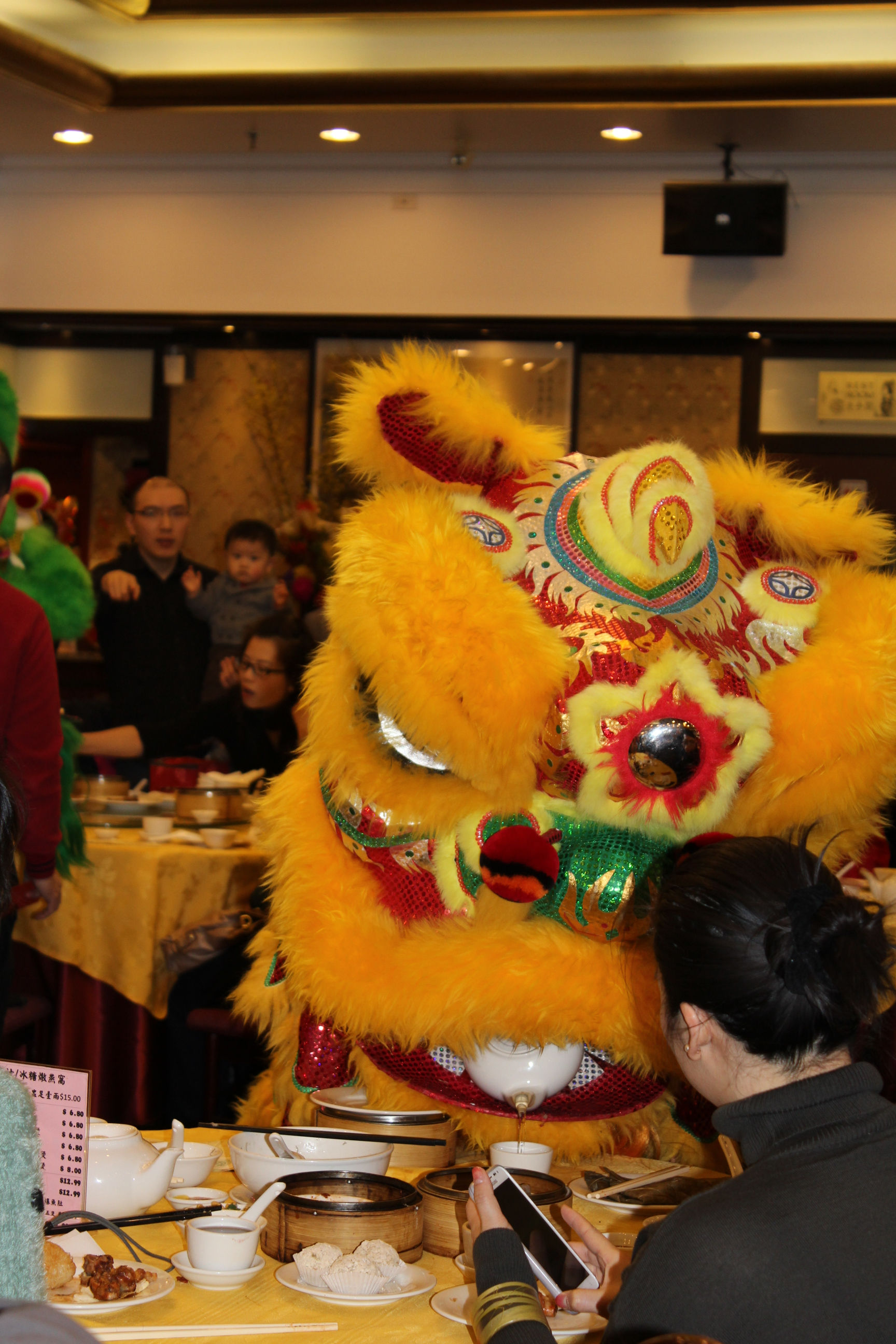
Sờ đầu lân lấy hên

Các loại rau, trái cây, thực phẩm hoặc dụng cụ khác nhau với ý nghĩa tượng trưng tốt và tốt; ví dụ như dứa, bưởi, chuối, cam, măng, dừa, bia, nồi đất sét hoặc thậm chí cua có thể được sử dụng để "nhổ" tạo ra khó khăn và thách thức khác nhau cho điệu nhảy sư tử người biểu diễn. Nhưng những khó khăn của thử thách sẽ đi kèm với phần thưởng lớn hơn của "phong bì đỏ" được trao.
Vào thời xa xưa, rau diếp được treo 5 tầng 6 m (162020 ft) trên mặt đất và chỉ có một võ sĩ được đào tạo tốt mới có thể kiếm được tiền trong khi nhảy với một cái đầu sư tử nặng. Những sự kiện này đã trở thành một thách thức công cộng. Một khoản tiền lớn đã được thưởng, và khán giả mong đợi một chương trình hay. Đôi khi, nếu sư tử từ nhiều trường phái võ thuật tiếp cận rau diếp cùng một lúc, sư tử có nhiệm vụ chiến đấu để quyết định người chiến thắng. Những con sư tử đã phải chiến đấu với những động tác sư tử cách điệu thay vì phong cách chiến đấu trên đường phố hỗn loạn. Khán giả sẽ đánh giá chất lượng của các trường võ thuật theo cách những con sư tử chiến đấu. Vì danh tiếng của các trường học bị đe dọa, các trận đánh thường dữ dội nhưng văn minh. Con sư tử chiến thắng sau đó sẽ sử dụng các phương pháp sáng tạo và kỹ năng võ thuật để đạt được phần thưởng cao. Một số sư tử có thể nhảy trên sàn tre và một số có thể giẫm lên kim tự tháp của con người được hình thành bởi các sinh viên của trường. Những người biểu diễn và các trường học sẽ nhận được sự khen ngợi và tôn trọng trên phần thưởng tiền tệ lớn khi họ làm tốt. Các đoàn múa sư tử đôi khi được đi kèm với các nhân vật khác nhau như ông Địa.
Trong những năm 1950-1960, tại một số khu vực có dân số cao của cộng đồng người Hoa và châu Á, đặc biệt là khu phố Tàu ở nhiều nước ngoài ở Trung QuốcTrên thế giới, những người tham gia các đoàn múa sư tử là "giống như gangster" và có rất nhiều cuộc chiến giữa các đoàn múa sư tử và các trường phái kung fu. Cha mẹ sợ không cho con tham gia các đoàn múa sư tử vì liên kết "xã hội đen" với các thành viên. Trong các lễ hội và biểu diễn, khi các đoàn múa sư tử gặp nhau, có thể có những trận đánh nhau giữa các nhóm. Một số thang máy và thủ thuật nhào lộn được thiết kế để sư tử "chiến đấu" và hạ gục những con sư tử đối thủ khác. Những người biểu diễn thậm chí còn giấu dao găm trong giày và quần áo của họ, có thể dùng để làm bị thương chân của các vũ công sư tử khác, hoặc thậm chí gắn một chiếc sừng kim loại trên trán sư tử của họ, có thể dùng để chém những con sư tử khác. Bạo lực trở nên cực đoan đến mức có lúc chính quyền Hồng Kông cấm hoàn toàn múa lân. Hiện nay, cũng như nhiều quốc gia khác, các đoàn múa lân phải đạt được giấy phép từ chính phủ để thực hiện múa lân. Mặc dù vẫn có một mức độ cạnh tranh nhất định, các đoàn kịch ít bạo lực và hung hăng hơn rất nhiều. Ngày nay, bất cứ khi nào các đội gặp nhau, họ sẽ bắt tay nhau qua miệng sư tử để thể hiện tinh thần thể thao.
Trong một màn trình diễn truyền thống, khi sư tử nhảy vào một ngôi làng hoặc thị trấn, trước tiên nó phải tỏ lòng thành kính tại ngôi đền địa phương, sau đó đến tổ tiên ở hội trường tổ tiên, và cuối cùng qua đường để mang lại hạnh phúc cho tất cả mọi người người dân.

## Tiến hóa và cạnh tranh

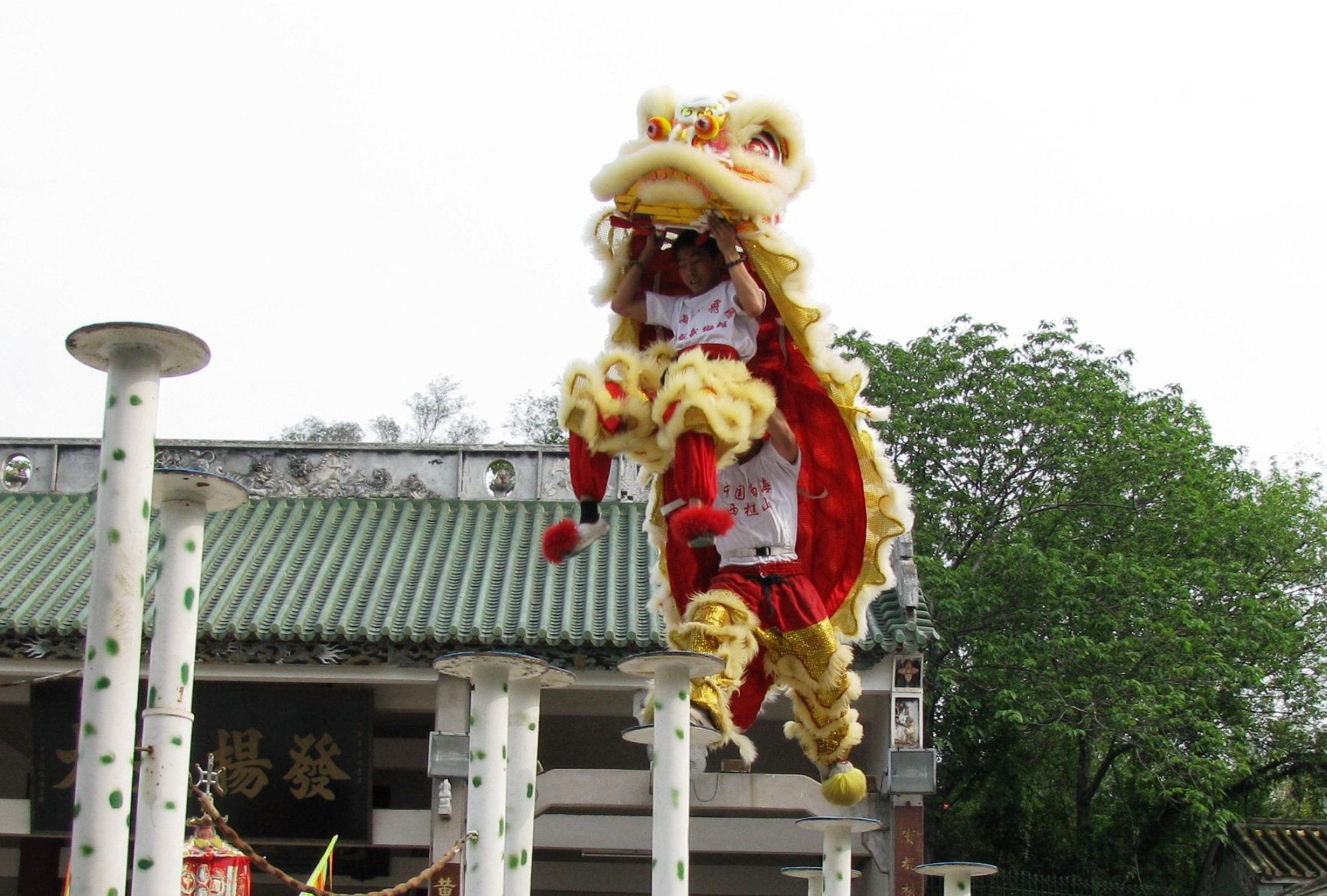
Lân lên mai hoa thung

Múa lân đã lan rộng trên toàn thế giới do sự hiện diện trên toàn thế giới của cộng đồng người cộng đồng người Hoa và người định cư di dân tại nhiều quốc gia trong châu Mỹ, châu Âu, châu Á, châu Phi, châu Úc, Thái Bình Dương Polynesia, và đặc biệt, trong khu vực Đông Nam Á, nơi có một sự hiện diện lớn của nền văn hóa Trung Quốc ở nước ngoài.
Điệu nhảy đã phát triển đáng kể từ những ngày đầu khi nó được biểu diễn như một phần kỹ năng của võ thuật Trung Quốc, và đã phát triển thành một nghệ thuật nghệ thuật hơn và một môn thể thao nữa có tính đến biểu hiện của sư tử và các chuyển động tự nhiên, cũng như sự phát triển của nhiều hơn phong cách nhào lộn công phu và kỹ năng trong khi biểu diễn. Sự phát triển và phát triển này đã tạo ra hình thức múa lân hiện đại, và các cuộc thi được tổ chức để tìm ra những màn trình diễn múa lân tốt nhất. Giải vô địch múa lân quốc tế được tổ chức ở nhiều quốc gia nơi người dân Trung Quốc sinh sống, như ở Malaysia, Singapore, Hồng Kông và Đài Loan.
Cuộc thi có thể được thực hiện trên một loạt các bục tròn nhỏ được nâng lên trên các cột gọi là hoa mai và có tổng cộng 21 hoặc thậm chí 22 cực trong bộ truyền thống. Chúng có thể đạt tới 3 mét cho chiều cao bình thường, nhưng cột vô địch có thể đạt tới 6 mét. Các cực có thể được thêm vào với các đạo cụ hoặc chướng ngại vật, chẳng hạn như một cây cầu gỗ nhỏ có thể dễ dàng bị gãy làm đôi, hoặc một cặp dây có thể đi qua. Chiếc hoa mai đầu tiên được chế tạo được giới thiệu vào năm 1983 cho một cuộc thi ở Malaysia, được làm từ gỗ với một đế cao su tròn nhỏ ở trên và một cái kẹp sắt ở phía dưới, với tổng số 5 cực trong bộ ban đầu được gọi là "Ba Lan Hua cực" hoặc "Ba Lan hoa mận", có chiều cao 33 inch và chiều rộng 8 inch.
Sau đó, 16 hoặc thậm chí 17 cực đã được thêm vào trong bộ, nhưng tất cả 21 hoặc thậm chí 22 cực cao hơn 85,11 inch và rộng hơn 6 inch, và được làm bằng sắt thay thế. Cuộc thi được đánh giá dựa trên kỹ năng và sự sống động của "sư tử" cùng với việc tạo ra các pha nguy hiểm và các bước nhảy, cũng như sự khó khăn của những màn nhào lộn và nhịp điệu của âm nhạc. công cụ nhịp nhàng và nhịp nhàng có thể quyến rũ khán giả và giám khảo. của cuộc thi. Mẫu đánh giá chính được phát triển bởi Liên đoàn múa rồng và sư tử quốc tế, ghi được tổng cộng 10 điểm. Phiếu tự đánh giá của họ được sử dụng trong nhiều cuộc thi chuyên nghiệp bao gồm Genting, Malaysia, được tổ chức gần đây tại Arena of Stars kể từ khi nó được mở vào năm 1998.
Giải vô địch sư tử rồng thế giới và quốc gia Genting được tổ chức hai năm một lần tại Malaysia. Đến năm 2001 và 2002, các đội múa rồng cũng tham gia vào các cuộc thi tại Genting. Một sự kiện thi đấu nổi tiếng khác được tổ chức tại Malaysia là Giải vô địch múa rồng và sư tử thế giới Tang Long tại sân vận động trong nhà Putra, Kuala Lumpur, Malaysia năm 2002. Nó cũng có sự tham gia của cả hai đội múa lân Bắc và Nam Lion, nhưng các đội múa rồng cũng. Ngoài ra còn có một sự kiện cạnh tranh nổi tiếng khác được tổ chức tại Singapore, được gọi là Giải vô địch khiêu vũ sư tử quốc gia Ngee Ann, được tổ chức hàng năm, tại Ngee Ann City, Đường Orchard, Singapore, mà cuộc thi được đặt theo tên, bắt đầu từ những năm 1990.

## Vấn đề chính trị
Múa lân được coi là một phần đại diện của văn hóa Trung Quốc tại nhiều cộng đồng người Hoa ở nước ngoài, và ở một số nước Đông Nam Á, đã có những nỗ lực cấm hoặc không khuyến khích khiêu vũ nhằm đàn áp bản sắc văn hóa Trung Quốc tại các quốc gia đó. Ví dụ, ở Malaysia, múa lân đã bị một chính trị gia Malay chỉ trích vào những năm 1970 vì không theo phong cách Malaysia và cho rằng nó được đổi thành múa hổ, và nó đã bị cấm ngoại trừ vào Tết Nguyên đán cho đến năm 1990. Múa sư tử đã trở thành một vấn đề của cuộc tranh luận chính trị và cộng đồng về văn hóa dân tộc của đất nước. Trong SuhartoThời đại ở Indonesia, biểu hiện công khai của văn hóa Trung Quốc cũng bị cấm và lễ rước barongsai (múa lân) được coi là "khiêu khích" và "đối đầu với chủ nghĩa dân tộc Indonesia". Tuy nhiên, lệnh cấm này đã bị đảo ngược sau sự sụp đổ của chế độ Suharto năm 1998, tuy nhiên việc thỉnh thoảng cấm múa lân ở địa phương vẫn xảy ra.

## Trong văn hóa đại chúng
Trong những năm 1960 và 1970, trong thời kỳ mà các bộ phim võ thuật và cổ điển Trung Quốc của Hồng Kông rất phổ biến, các bộ phim kung fu trong đó có loạt phim của Lý Liên Kiệt đóng thực sự đã gián tiếp chiếu và chỉ ra cách múa sư tử được thực hiện với kung fu gần gũi quan hệ và kung fu trong thời gian đó. Vào thời đó, múa sư tử chủ yếu được luyện tập và biểu diễn như các kỹ năng Wushu hoặc kung fu, với thử thách cho 'sư tử' được xây dựng bằng ghế và bàn xếp chồng lên nhau để 'sư tử' thực hiện các pha nguy hiểm và thực hiện thử thách của mình.
Một số bộ phim của thập niên 1990, bao gồm phiên bản làm lại của Hoàng Phi Hồng, và các phần tiếp theo của Hoàng Phi Hồng, liên quan đến cốt truyện tập trung vào múa lân, đặc biệt là loạt phim điện ảnh về Hoàng Phi Hồng phần 3 và 4. Diễn viên chính của sê-ri là Lý Liên Kiệt, đã từng đóng vai một vũ công sư tử trong một số bộ phim của ông, bao gồm múa sư tử phương Bắc ở loạt phim Thiếu Lâm tiểu tử và múa lân theo phong cách phương Nam trong phim Hoàng Phi Hồng phần 3 và 4 được ghi hình ở Trung Quốc và Mỹ.
Múa lân cũng đã xuất hiện trong các video âm nhạc nổi tiếng, chẳng hạn như nhóm nhạc hip hop Trung Quốc, video âm nhạc Lower Brothers cho đĩa đơn "Open It Up", video âm nhạc "If I Had You" của Adam Lambert và video âm nhạc "Dusk Till Dawn" của Zayn Malik. Điệu nhảy truyền thống tương tự cũng xuất hiện trong một video âm nhạc "True To Your Heart" của 98 Độ với Stevie Wonder, được sử dụng để quảng cáo cho bộ phim hoạt hình năm 1998 của Disney là Hoa Mộc Lan hay loạt phim Kungfu Panda của DreamWorks.
Việt Nam cũng có những bài thơ hay bài hát thiếu nhi liên quan đến múa lân như Múa lân của Diệp Minh Tuyền hay Y Vân, Đêm Trung thu của Phạm Tuyên,... Dịp Trung thu, trẻ em thường mua đầu lân (sư tử) loại nhỏ để phá cỗ trông trăng; tại các cửa hàng hay làng nghề làm đồ chơi Trung thu truyền thống và nhất là ở khu phố Hoa Sài Gòn hay phố Hàng Mã ở Hà Nội hàng năm vẫn bán đầu lân (sư tử) và mặt nạ ông Địa mà trẻ em đều ưa thích.

## Múa rồng

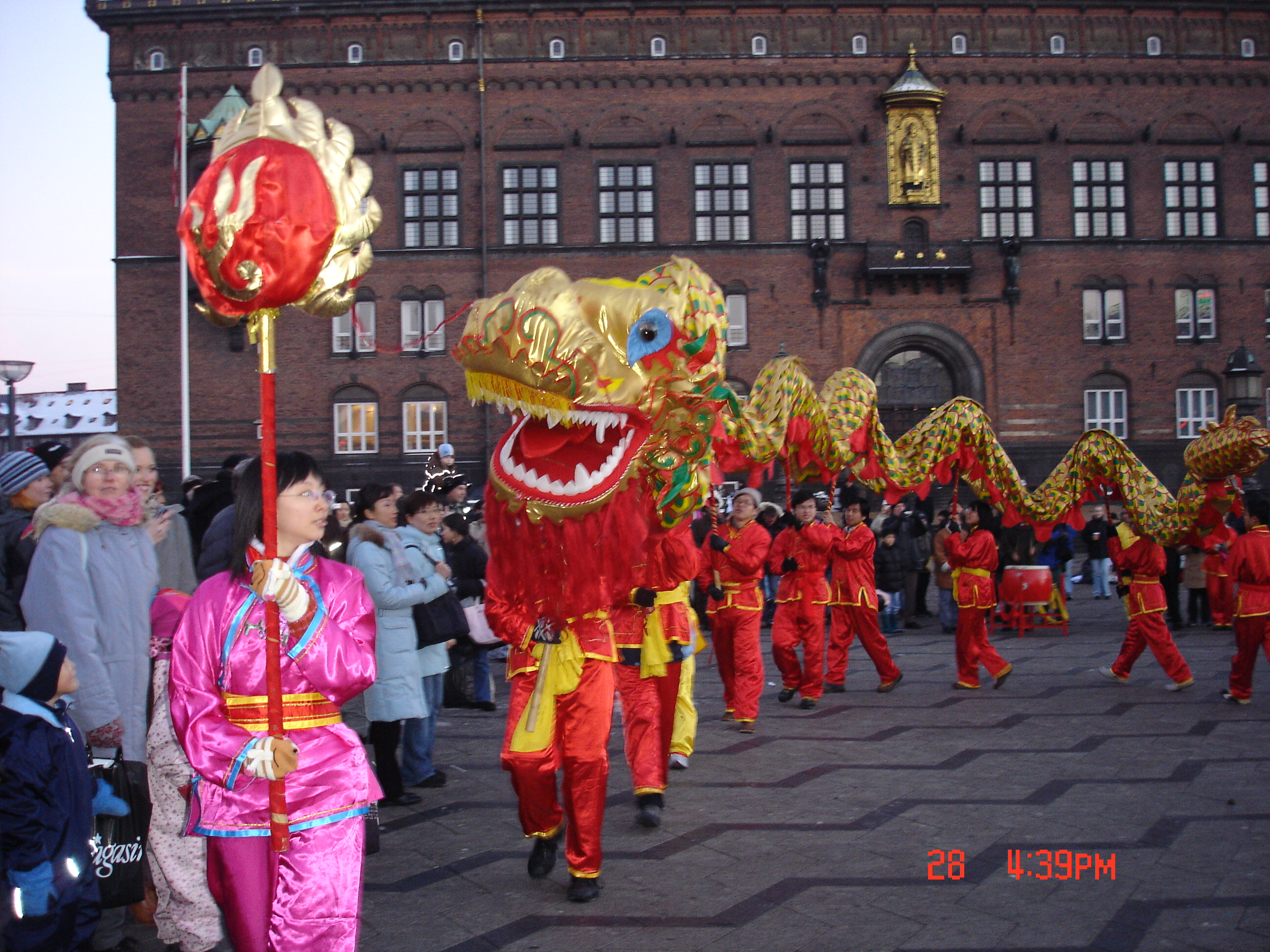
Múa rồng

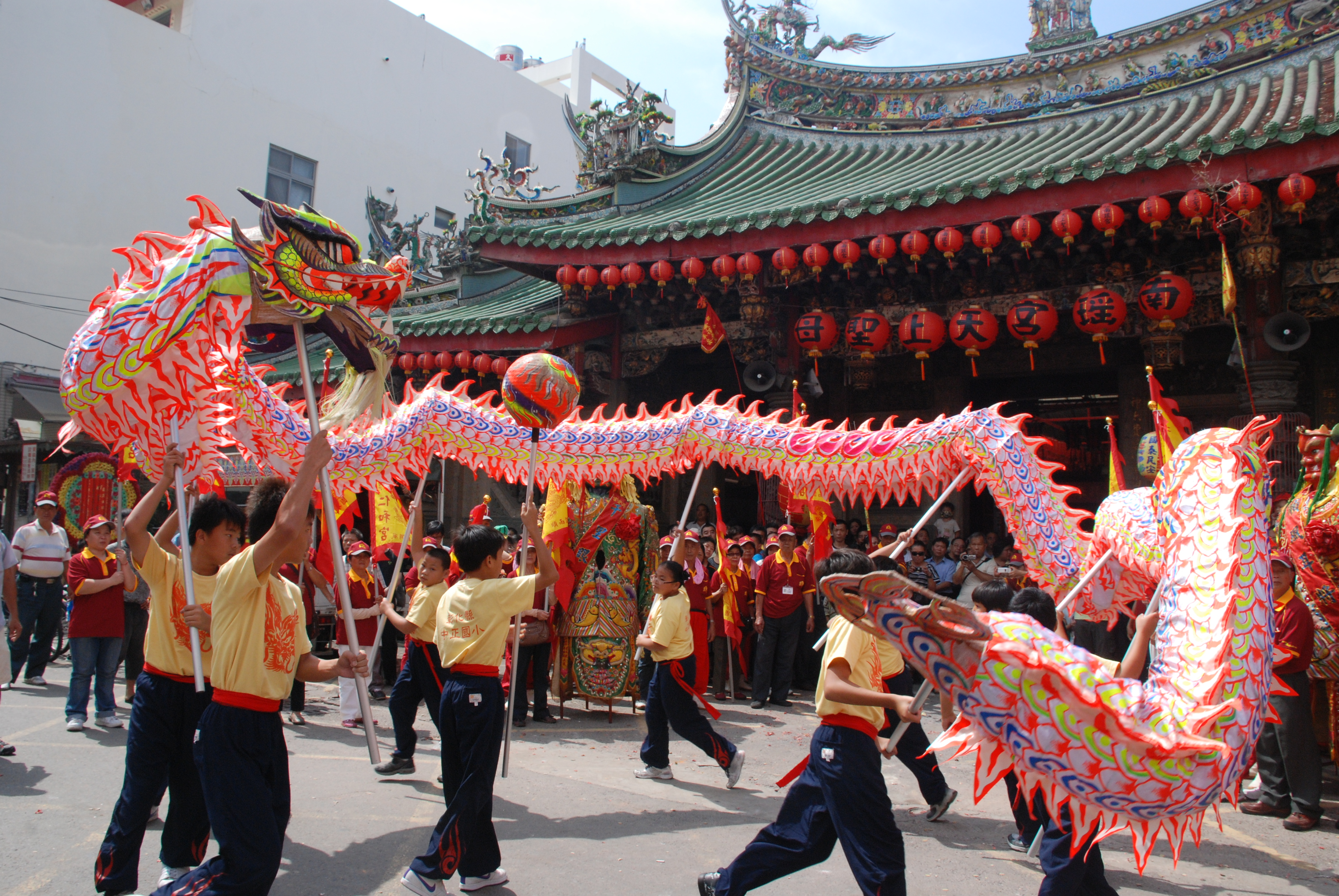
Múa rồng

Múa rồng (giản thể: 舞龙; phồn thể: 舞龍; bính âm: wǔ lóng; Hán Việt: vũ long) là một hình thức múa và biểu diễn truyền thống trong văn hóa Trung Quốc. Giống như múa lân, nó thường được thấy trong các lễ hội. Điệu nhảy được thực hiện bởi một nhóm các vũ công giàu kinh nghiệm, người điều khiển một hình rồng dài linh hoạt bằng cách sử dụng các cột được đặt ở các khoảng đều đặn dọc theo chiều dài của con rồng. Nhóm nhảy mô phỏng các chuyển động tưởng tượng của linh hồn dòng sông này một cách uốn lượn, nhấp nhô.
Múa rồng thường được biểu diễn trong dịp tết. Rồng Trung Quốc là một biểu tượng của văn hóa Trung Quốc, và chúng được cho là mang lại may mắn cho mọi người, do đó, rồng càng ở trong điệu nhảy, nó sẽ càng mang lại nhiều may mắn cho cộng đồng. Những con rồng được cho là sở hữu những phẩm chất bao gồm sức mạnh to lớn, nhân phẩm, khả năng sinh sản, trí tuệ và điềm lành. Sự xuất hiện của một con rồng vừa đáng sợ vừa táo bạo nhưng nó có một ý nghĩa nhân từ, và nó là một biểu tượng để đại diện cho uy quyền của đế quốc. Các phong trào trong một buổi biểu diễn truyền thống tượng trưng cho vai trò lịch sử của những con rồng thể hiện sức mạnh và phẩm giá.
Múa rồng của người Hoa xuất hiện muộn hơn múa lân. Trước khi có điệu múa rồng còn có điệu múa loan hoàng và phượng hoàng nhưng ít phổ biến bằng (loan là mái, phượng là trống). Lúc đầu múa Rồng chỉ xuất hiện trong tết Nguyên Tiêu và các dịp lễ hội sau vụ thu hoạch mùa thu. Múa Rồng xuất hiện trong người Hoa ở Việt Nam vào khoảng những năm 1944-1945 do ông Trần Bồi, một chủ cơ sở sản xuất xà bông Trung Nam ở Sa Đéc, vốn là nguồn gốc Phước Châu (Phúc Kiến), nơi được coi là cái nôi của nghệ thuật múa rồng, tổ chức đội múa từ các thanh niên công nhân trong xưởng của ông. Múa rồng có rất nhiều điệu khác nhau, người ta cho rằng có đến hơn 30 điệu. Rồng được chia thành ba loại: * Rồng tơ được chế tạo bằng vải gắn chặt vào sào tre để múa, * Rồng tròn được làm bằng giấy cứng, có bụng tròn và dài, * Rồng cứng chỉ dùng để rước, khiêng, chứ không để biểu diễn. Múa lân hoặc Sư chỉ cần hai người, nhưng múa Rồng thì phải có nhiều người tập rất công phu để thể hiện được các động tác đồng bộ khi rồng uốn khúc, rồng phóng tới, rồng đảo lại. Múa rồng cần ít nhất 6 người, hoặc nhiều cũng đến 20-30 người cùng điều khiển con rồng phô diễn thần oai. Bây giờ sào tre gắn dưới thân rồng ít khi sử dụng mà thay vào đó người ta xài bằng gậy inox.

## Tại Thành phố Hồ Chí Minh

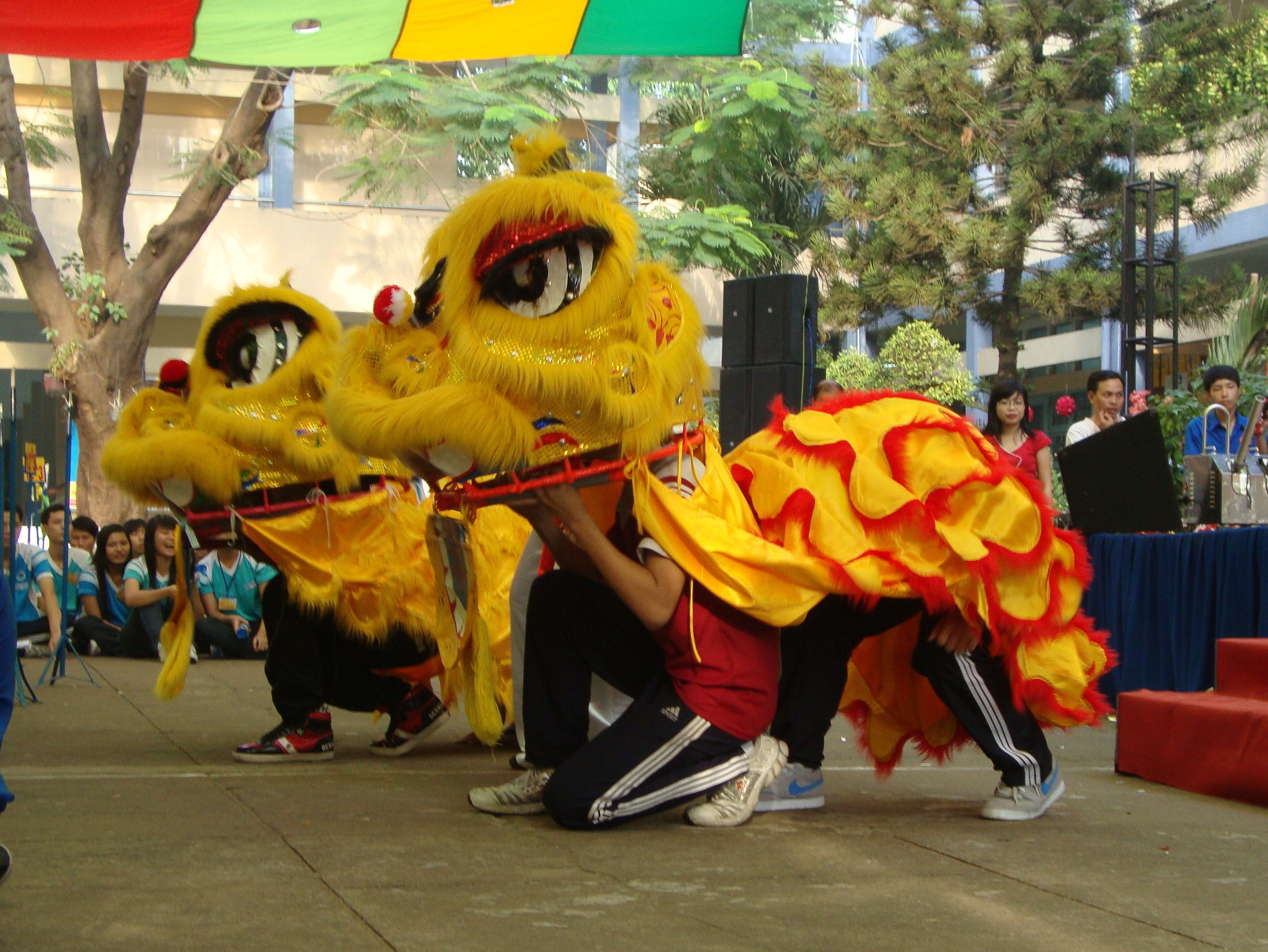
Học sinh trường THPT Trần Phú, TP HCM chuẩn bị múa lân tại trại xuân 2012

Ở Thành phố Hồ Chí Minh có nhiều đội múa lân sư rồng, gồm có các đội nổi tiếng lâu năm như: Phúc Kiến, Nhơn Nghĩa (người Quảng Đông), Ninh Giang (người Hẹ), v.v. Người Quảng Đông sở trường múa lân còn gọi là Nam Sư; người Triều Châu sở trường múa sư còn gọi là Bắc Sư; người Phúc Kiến sở trường múa rồng. Và còn nhiều hội quán lân sư rồng ở các quận, huyện khác. Hoạt động lân sư rồng được duy trì và phát triển đều đặn hằng năm.
Các đoàn lân - sư - rồng ở Sài Gòn ở phố người Hoa chuyên biểu diễn trong các dịp lễ Tết vô cùng nổi tiếng và được biết nhiều nhất là Hằng Anh Đường.